# A Liverpool and Manchester Railway megnyitása

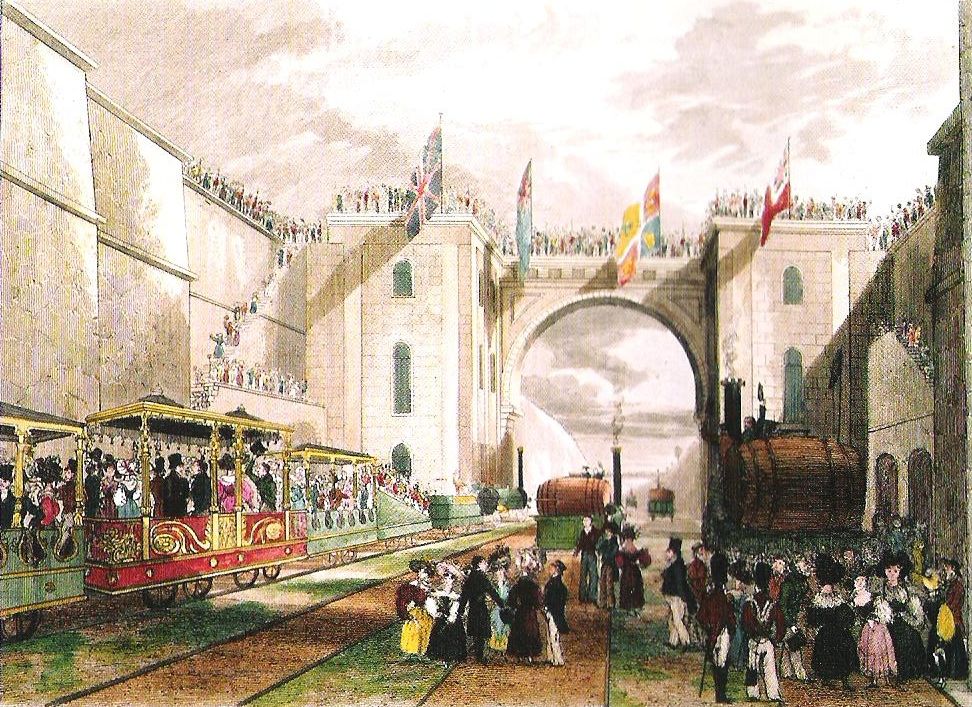
Wellington herceg vonatának és más mozdonyoknak a Liverpoolból való indulásra való felkészítése, 1830. szeptember 15.

A Liverpool and Manchester Railway (L&M) 1830. szeptember 15-én nyílt meg. Az L&M munkálatai már az 1820-as években megkezdődtek, hogy összekapcsolják Manchester nagy ipari városát a legközelebbi mélyvízi kikötővel, a 35 mérföldre (56 km) lévő liverpooli kikötővel. Bár máshol már léteztek lóvontatású vasutak, a Stockton and Darlington Railway már öt éve működött, és néhány ipari telephelyen már kezdetleges gőzmozdonyokat használtak tömegszállításra, az L&M volt az első mozdonyvontatású vasút, amely két nagyvárost kötött össze, és az első, amely menetrend szerinti személyszállítást is biztosított. A megnyitó napja nagyszabású nyilvános esemény volt. Arthur Wellesley, Wellington hercege, Wellington miniszterelnöke a nyolc nyitóvonat egyikén utazott, ahogyan a kor számos más méltósága és neves személyisége is. Hatalmas tömegek sorakoztak a liverpooli pálya mellett, hogy végignézzék a Manchesterbe induló vonatok indulását.
A vonatok időben és minden technikai probléma nélkül indultak el Liverpoolból. Wellington hercegének különvonata az egyik vágányon közlekedett, a másik hét vonat pedig a szomszédos és párhuzamos vágányon, hol a herceg vonata előtt, hol mögötte. Liverpooltól mintegy 13 mérföldre (21 km) történt az első probléma a sok közül, amikor az egyik vonat kisiklott, és a következő vonat összeütközött vele. A kisiklott mozdonyt - sérülésekről vagy károkról nem érkezett jelentés - visszaemelték a vágányra, és az út folytatódott. Parkside vasútállomáson, a vonal középpontja közelében a mozdonyok menetrendszerűen megálltak, hogy vizet vegyenek fel. Bár a vasúti személyzet azt tanácsolta az utasoknak, hogy maradjanak a vonatokon, amíg ez megtörténik, a fedélzeten tartózkodó mintegy 50 méltóság szállt le, amikor a Wellington herceg különvonata megállt. A leszállók között volt William Huskisson, a volt kabinetminiszter és liverpooli parlamenti képviselő is. Huskisson nagy befolyással bírt a Brit Birodalom megteremtésében, és a szabadkereskedelem doktrínájának egyik megalkotója volt, de 1828-ban a parlamenti reform kérdésében összeveszett Wellingtonnal, és lemondott a kabinetről. Abban a reményben, hogy kibékül Wellingtonnal, odalépett a herceg vasúti kocsijához, és kezet fogott vele. A herceg figyelmét elterelve nem vette észre a szomszédos vágányon közeledő Rocket mozdonyt. Amikor észrevette, hogy az közeledik, pánikba esett, és megpróbált bemászni a herceg kocsijába, de a kocsi ajtaja kinyílt, és így közvetlenül a közeledő Rocket útjába lógott. A vonat előtti sínekre zuhant, súlyos lábsérüléseket szenvedett, és még aznap este meghalt.
Wellington hercege úgy érezte, hogy a Parkside-i baleset után a nap további eseményeit le kell mondani, és azt javasolta, hogy térjenek vissza Liverpoolba. Manchesterben azonban nagy tömeg gyűlt össze, hogy lássa a vonatok érkezését, és kezdett zabolátlanná válni. Wellingtont rábeszélték, hogy folytassa útját Manchesterbe. Mire a vonat elérte Manchester külvárosát, a tömeg ellenségessé vált, és a sínekre ömlött. Mivel a helyi hatóságok nem tudták megtisztítani a síneket, a vonatok kénytelenek voltak kis sebességgel belehajtani a tömegbe, és saját lendületükkel eltolni az embereket az útból. Végül megérkeztek a manchesteri Liverpool Road vasútállomásra, ahol ellenséges tömeg fogadta őket, akik zászlókat és transzparenseket lengettek a herceg ellen, és zöldségekkel dobálták meg. Wellington nem volt hajlandó leszállni a vonatról, és elrendelte, hogy a szerelvények térjenek vissza Liverpoolba. Mechanikai hibák és a mozdonyok forgatásának képtelensége miatt a vonatok többsége nem tudta elhagyni Manchestert. Míg Wellington herceg vonata sikeresen elindult, a maradék hét mozdonyból csak három volt használható. Ez a három mozdony lassan vontatta vissza a 24 kocsiból álló egyetlen hosszú vonatot Liverpoolba, amely végül hat és fél órás késéssel érkezett meg, miután a síneket szegélyező részeg tömeg a hidakról ledobált tárgyakkal dobálta meg.
William Huskisson halála és temetése hatására a vasút megnyitásáról széles körben beszámoltak, és az emberek világszerte tudatára ébredtek annak, hogy most először vált lehetővé olcsó és gyors távolsági szárazföldi közlekedés. Az L&M rendkívül sikeres lett, és a megnyitást követő egy hónapon belül terveket terjesztettek elő Liverpool és Manchester összekötésére Anglia többi nagyvárosával. Tíz éven belül 1775 mérföld (2857 km) vasútvonal épült Nagy-Britanniában, és az L&M megnyitásától számított 20 éven belül több mint 6200 mérföld (10 000 km) vasútvonal állt rendelkezésre. Az L&M továbbra is üzemel, és megnyitását ma már a gépesített közlekedés korszakának kezdetének tekintik; Peter Parker iparmágnás és a British Rail korábbi elnöke szerint "a világ az úttörő Liverpool-Manchester pálya mellékvonala".

## Háttér

### Liverpool and Manchester Railway

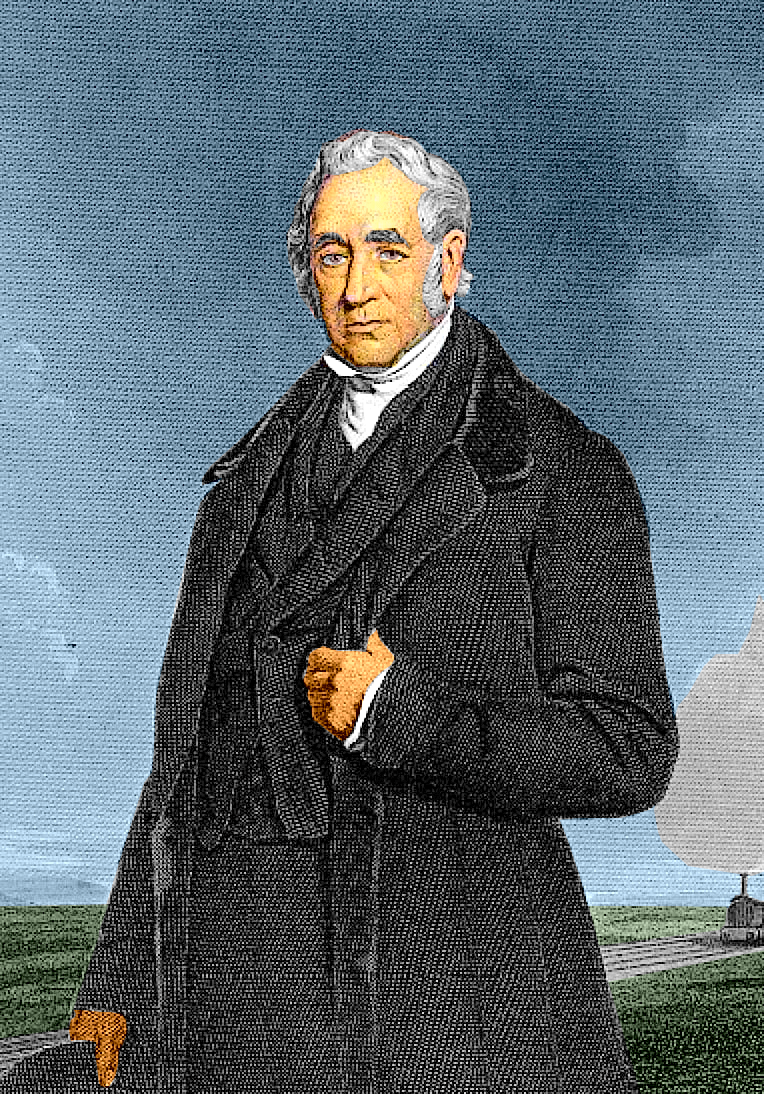
George Stephenson, a Liverpool and Manchester Railway mérnöke

A Liverpool and Manchester Railwayt (L&M) 1823. május 24-én alapította Joseph Sandars és Henry Booth liverpooli kereskedők, azzal a céllal, hogy összekapcsolják a manchesteri textilgyárakat a legközelebbi mélyvízi kikötővel, a liverpooli kikötővel. Abban az időben a két város között az állatvontatta szekereken kívül csak a Mersey és Irwell Navigation, a Bridgewater-csatorna és a Leeds és Liverpool-csatorna vízi szállítása volt az egyetlen tömegszállítási eszköz, amelyek mindegyike lassú és drága volt; a nyers gyapot Liverpoolból Manchesterbe történő, 56 kilométeres (35 mérföldes) szállítása ugyanolyan drága volt, mint az Amerikából Liverpoolba történő szállítás kezdeti költsége. Bár ló- és embervontatású vasutak már évszázadok óta léteztek, és néhány kísérleti ipari vasútnál már kezdték használni a gőzerőt, az L&M volt az első gőzzel hajtott vasút, amely városközi személyszállítást biztosított, és a legdrágább mérnöki projekt, amelyet Nagy-Britanniában addig végrehajtottak. (Mivel a Liverpool and Manchester Railway nagy része a vállalat befektetőinek tulajdonában lévő földterületeken haladt, és mivel a korai mozdonyok közül sok nem az L&M, hanem az azokat építő mérnöki cégek tulajdonában volt, lehetetlen pontos számadatot adni az L&M építési költségeiről. A vonal közvetlen építési költsége a megnyitásáig körülbelül 820 000 font volt, és a vasútvonal engedélyezéséhez szükséges kétéves lobbizás becslések szerint 70 000 fontba került. Összehasonlításképpen, a Bridgewater-csatorna, amelynek ugyanaz volt a célja, mint az L&M-nek, hogy összekösse Manchestert a liverpooli kikötővel, a 18. század végén a becslések szerint 220 000 fontba került. A munkások átlagos bére a környéken ebben az időben körülbelül 20 font volt évente.)
Stafford márki, a Bridgewater-csatorna tulajdonosa barátja volt William Huskisson liverpooli parlamenti képviselőnek, akivel együtt dolgozott a párizsi brit nagykövetségen. Bár a márki kezdetben tartott a vasút lehetséges hatásától a csatornájából származó bevételekre, és határozottan ellenezte a vasútépítést, Huskisson meggyőzte őt, hogy engedélyezze a vasútnak a földjei használatát, és fektessen be a tervbe.
1826-ban George Stephensont bízták meg a 35 mérföldes (56 km) útvonal megtervezésével és megépítésével. Stephenson a vonalat négy egyenlő távolságra lévő sínszállal építette meg; úgy tervezte, hogy ez lehetővé teszi, hogy a vonal normál körülmények között kétvágányú vasútvonalként működjön, de abban az esetben, ha egy mozdonynak különösen széles terhet kell vontatnia, vagy ha az egyik külső sínszál eltörik, a vonat a középső sínpáron közlekedhet. Úgy vélte továbbá, hogy azáltal, hogy a sínek ilyen közel vannak egymáshoz, csökkenne az amúgy is rendkívül drága L&M rendszerhez szükséges földterület.

### William Huskisson
William Huskisson 1770. március 11-én született Birtsmorton Courtban, Malvernben, Worcestershire-ben. 1783-ban Huskisson Párizsba ment, ahol nagybátyjánál, Dr. Richard Gemnél élt, tanúja volt a francia forradalom korai éveinek, és jelen volt a Bastille ostrománál. 1783-ban Condorcet márkitól tanult közgazdaságtant, és Gower gróf, a későbbi Stafford márki asszisztense lett. 1792-ben Nagy-Britannia megszakította diplomáciai kapcsolatait a francia forradalmi kormánnyal, és Huskisson visszatért Londonba.
Huskisson Londonba való visszatérésekor Henry Dundas belügyminiszter kinevezte őt, hogy felügyelje az idegenekről szóló törvény végrehajtását, amely a francia forradalom által érintett területekről Nagy-Britanniába érkező menekültekkel foglalkozott. Ezt a feladatot jól végezte, és 1795-ben, 24 évesen hadügyi államtitkárnak nevezték ki. 1796-ban Morpeth város parlamenti képviselőjévé (MP) választották. 1799-ben feleségül vette Eliza Emily Milbanke-ot (ismert nevén Emily), Mark Milbanke admirális lányát, és nem sokkal később a Chichester melletti Eartham House-ba költözött. 1801-ben, az ifjabb William Pitt kormányának bukását követően lemondott a közhivatalokról. 1804-ben Liskeard körzetében újraválasztották a parlamentbe, és a visszatérő Pitt kinevezte a kincstári államtitkári posztra. 1809-ben Huskisson George Canninggel együtt kilépett a kormányból, miután Canning párbajozott kabinetbeli minisztertársával, Lord Castlereagh-val. 1814-ben újra belépett a közéletbe, mint az erdők első biztosa; bár ez egy viszonylag jelentéktelen poszt volt, nagy befolyással volt a részletes törvényhozás és politika kialakítására, különösen a kukoricatörvények ellentmondásos enyhítése tekintetében.

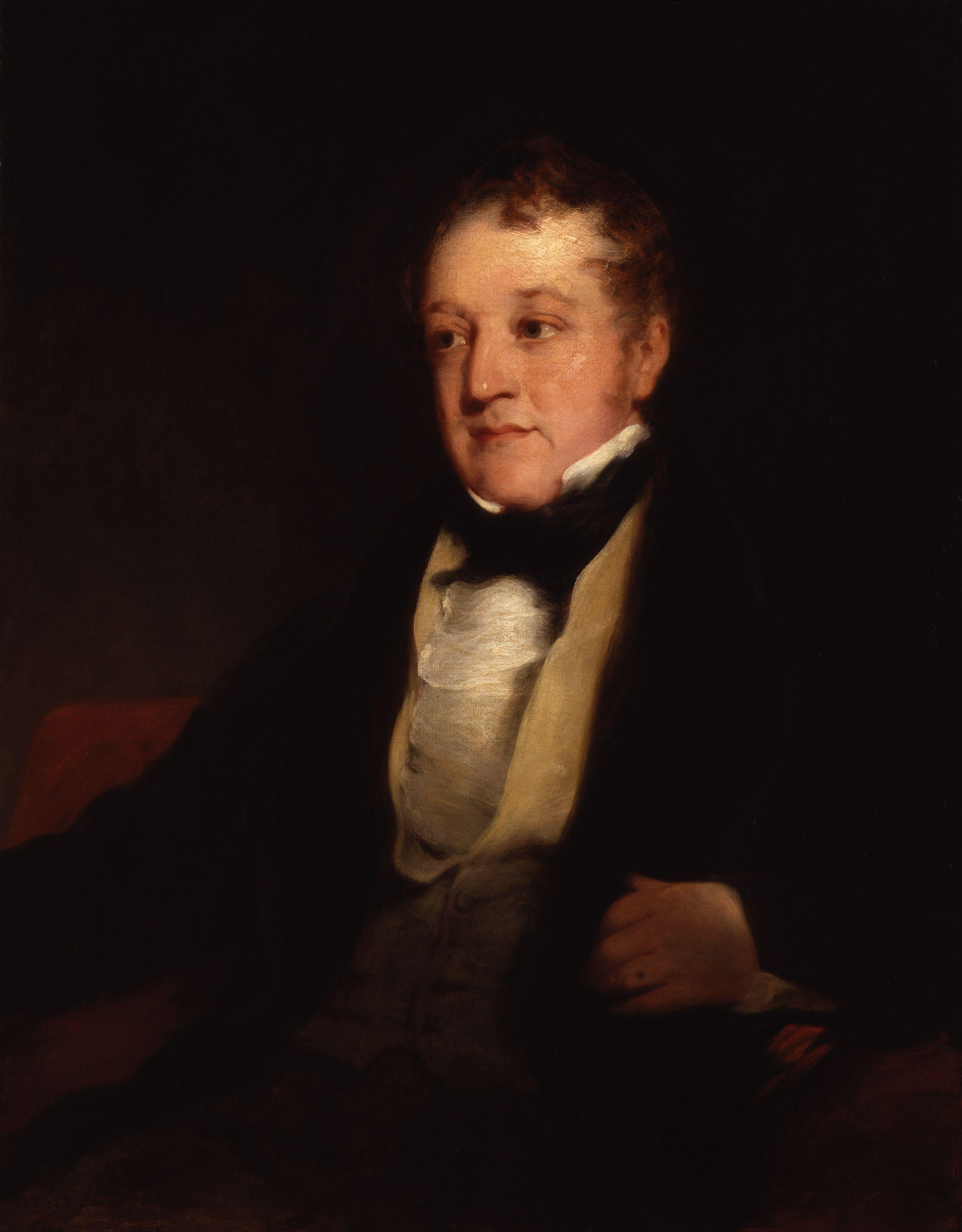
William Huskisson

1823-ban Huskissont kinevezték a kabinetbe a Kereskedelmi Tanács elnökévé és a haditengerészet kincstárnokává. Ugyanebben az évben George Canning utódja lett a fontos liverpooli választókerületben. Számos, az ipar és a szabad kereskedelem fejlesztését célzó reformot felügyelt, beleértve a navigációs törvények reformját, valamint a gyáriparra és a külföldi áruk behozatalára kivetett adók csökkentését. Végigvitte Nagy-Britannia tengerentúli előretolt helyőrségeinek és gyarmatainak átalakítását a gazdaságilag és politikailag egymástól függő államok hálózatává, amely a Brit Birodalom lett, a rabszolgaság fokozatos eltörlésére és a brit gyarmatosítás felgyorsítására törekedett.
1827 áprilisában Huskisson mentora, George Canning lett a miniszterelnök, de kevesebb mint négy hónappal később meghalt, és Viscount Goderich követte őt. 1827-ben Goderich kinevezte Huskissont hadügyi és gyarmati államtitkárnak. Goderich 1828 januárjában lemondott, és helyét Arthur Wellesley, Wellington hercege vette át miniszterelnökként. 1828 januárjában Huskisson, Canning számos más pártfogoltjával együtt, még abban az évben lemondott a manchesteri parlamenti képviselet hiánya miatt. Huskisson Liverpool képviselőjeként maradt a parlamentben, és az északnyugat-angliai növekvő iparvárosok érdekében végzett munkának szentelte magát; a Manchester Guardian úgy jellemezte őt, mint "napjaink talán leghasznosabb gyakorlati államférfija". Bár egy korábbi súlyos betegségtől még mindig gyenge volt, Liverpool képviselőjeként kötelességének érezte, hogy részt vegyen a vasút megnyitóján.

### A Rainhilli mozdonypróba és a megnyitásra való felkészülés
1829 végén, amikor a vasút építése már majdnem befejeződött, a Rainhilli mozdonypróbát az elkészült vonal egy rövid, Rainhill melletti sík szakaszán tartották, hogy teszteljék, hogyan bírja a pálya a rajta közlekedő mozdonyokat, és milyen típusú mozdonyokat használjanak, a tét pedig egy 500 fontos díj volt. A próbákat széles körben hirdették, és 10 000-15 000 ember vett részt az első napon, 1829. október 6-án. Az öt induló közül a George Stephenson és fia, Robert által épített Rocket volt az egyetlen mozdony, amelyik komolyabb meghibásodás nélkül teljesítette a próbát, és így ezt választották ki a használandó konstrukciónak. Bár gyakran versenyként írják le, és az illusztrációk is így mutatják be, de a Rainhilli mozdonypróba független próbák sorozata volt. Minden mozdony más-más napon futott.) A Rainhilli mozdonypróba idején készült el a közeli liverpooli végállomáshoz vezető alagút - az első alagút, amelyet valaha egy nagyobb beépített terület alatt ástak -. A szkeptikus helyiek meggyőzése érdekében az alagutat kifehérítették, világítással és zenekarral látták el, és a közönségnek fejenként egy shillinget kellett fizetnie, hogy átsétálhasson rajta.
1830 elejére a vonal majdnem teljesen elkészült, és a mozdonyok megkezdték a próbaüzemet az útvonalon. 1830. június 14-én egy próbafutás Liverpoolból Salfordba két személykocsit és hét teljesen megrakott szenes kocsit vontatott 29 mérföldön (47 km) keresztül 2 óra 25 perc alatt, incidens nélkül. 1830. június 14-én Booth még aznap este összehívta az igazgatótanácsot, amely úgy döntött, hogy a vasút nyár végére készen áll a megnyitásra. Miután konzultáltak Wellington hercegének irodájával arról, hogy mikor tud részt venni az avatási ünnepségen, és megtudták, hogy szeptember 13-án a környéken lesz, hogy részt vegyen egy manchesteri vacsorán, megállapodtak, hogy a vasút hivatalosan 1830. szeptember 15-én, szerdán nyílik meg.

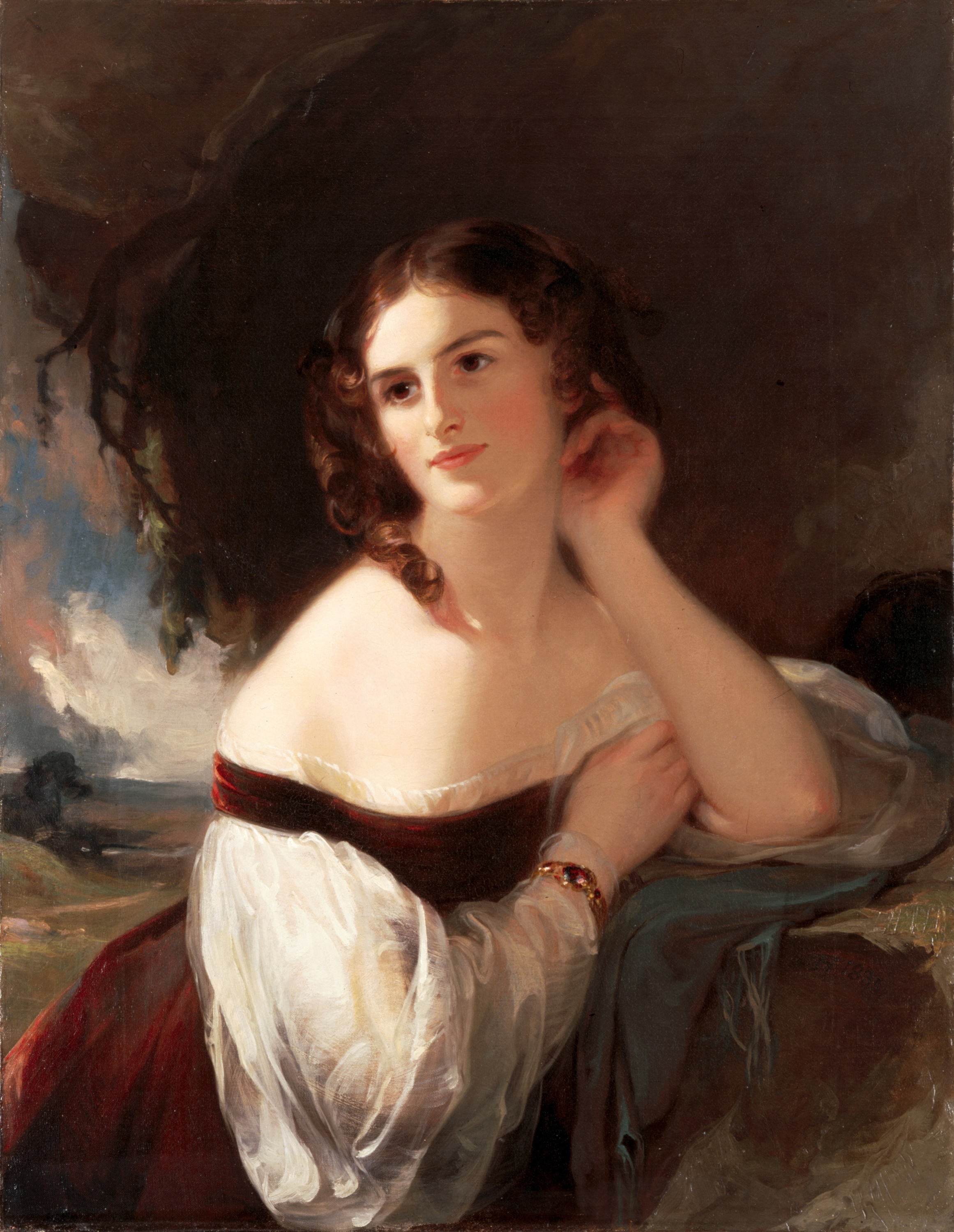
Fanny Kemble, Stephenson vendége az L&M próbaútján a megnyitó előtt

Fanny Kemble színésznő, írónő és rabszolgaság-ellenes aktivista, aki George Stephensont kísérte el az L&M megnyitás előtti tesztelésére, egy 1830 elején írt levelében leírta a teszteket:

„Bemutatták nekünk a kis mozdonyt, amely a síneken végighúzott minket. Ő  egy kazánból, egy kályhából, egy emelvényből, egy padból és a pad mögött egy hordóból állt, amely annyi vizet tartalmazott, hogy tizenöt mérföldön át nem szomjazott, az egész gépezet nem volt nagyobb, mint egy közönséges tűzoltókocsi. Két keréken jár, amelyek a lábai, és amelyeket fényes acéllábak, úgynevezett dugattyúk mozgatnak; ezeket gőz hajtja, és minél több gőzt juttatunk e dugattyúk felső végtagjaira (gondolom, a csípőízületekre), annál gyorsabban mozgatják a kerekeket; és amikor csökkenteni akarjuk a sebességet, a gőz, amely, ha nem engednénk kiáramlani, felrobbantaná a kazánt, egy biztonsági szelepen keresztül a levegőbe párolog. Ennek a csodálatos állatnak a gyeplője, fogója és kantárja egy kis acél fogantyú, amely a gőzt a lábaiból vagy a dugattyúkból adagolja vagy visszavonja, így egy gyermek is irányíthatja. A szén, amely a zabja, a pad alatt volt, és a kazánhoz volt erősítve egy kis üvegcső, benne vízzel, amely telítettségével vagy ürességével jelzi, ha a lénynek vízre van szüksége, amelyet a tartályaiból azonnal odaszállítanak neki...
Ezt a horkoló kis állatot, amelyet inkább meg akartam simogatni, aztán a kocsinkhoz kapcsolták, és miután Stephenson úr magával vitt a motor padjára, körülbelül tíz mérföldes óránkénti sebességgel elindultunk... [George Stephenson] magyarázkodása sajátos, de nagyon figyelemreméltó, és minden nehézség nélkül megértettem mindent, amit mondott nekem... Miután a motor megkapta a vízutánpótlást, a kocsit mögé helyezték, mert az nem tud elfordulni, és a legnagyobb sebességgel, óránként harmincöt mérfölddel, gyorsabban, mint ahogy a madár repül (mert egy szalonkával próbálták ki a kísérletet), elindult. El sem tudjátok képzelni, milyen érzés volt a levegőt vágni; a mozgás is a lehető legsimább. Vagy olvashattam volna, vagy írhattam volna; és ahogy volt, felálltam, és a főkötőmet levéve "ittam a levegőt magam előtt". A szél, amely erős volt, vagy talán a mi lökdösődésünk ereje ellene, teljesen lesúlytotta a szemhéjaimat. Amikor lehunytam a szememet, a repülésnek ez az érzése egészen elragadó volt, és leírhatatlanul furcsa; de bármennyire is furcsa volt, tökéletes biztonságérzetem volt, és a legcsekélyebb félelem sem volt bennem...
Most pedig egy-két szó mindezen csodák mesteréről, akibe a legszörnyűbben szerelmes vagyok. Ötven-ötvenöt év körüli férfi; arca szép, bár gondterhelt, és a mély elgondolkodottság kifejezését viseli; gondolatainak kifejtési módja sajátos és nagyon eredeti, feltűnő és erőteljes; és bár hangsúlya erősen jelzi északi vidéki származását, nyelvében a legkevésbé sincs nyoma közönségességnek vagy durvaságnak. A férfi felkeltette az érdeklődésemet. Négy év elég volt ahhoz, hogy ez a nagyszerű vállalkozás befejeződjön. A vasút a jövő hónap tizenötödikén nyílik meg. Wellington hercege is eljön, hogy jelen legyen az eseményen, és gondolom, a több ezer néző és a látvány újdonsága miatt soha nem volt még ennél lenyűgözőbb látványosság.”

## A megnyitó napja

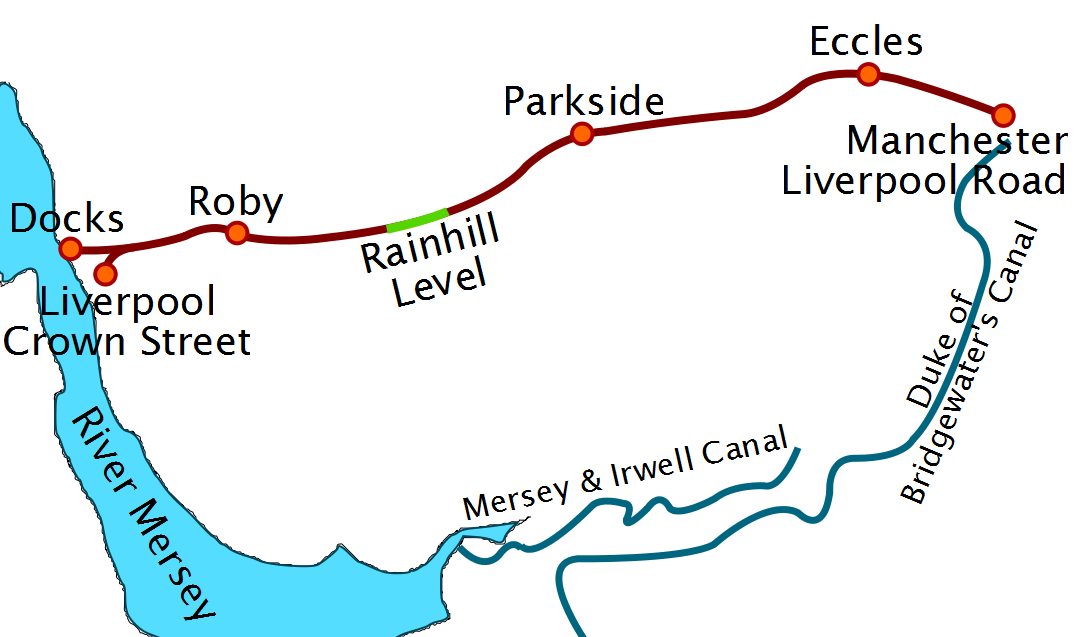
A Liverpool-Manchester-vasútvonal, 1830. A vonal szinte közvetlenül a "Liverpool" jelzésű tengerparti kikötő és a "Manchester" jelzésű nyugati város között fut. Egy másik, a "Duke of Bridgewater's Canal" jelzésű csatorna szintén összeköti a két helyet, de nagyon kacskaringós útvonalon

Az L&M igazgatói mindent megtettek, hogy a nyitónap sikeres legyen. Úgy döntöttek, hogy a megnyitóra a méltóságok és a vendégek Liverpoolban gyűlnek össze, és az L&M nyolc mozdonya különvonatokkal szállítja őket a Liverpool Road vasútállomásra, a vasút manchesteri végállomására. A jelenlévők közül a fontosabb személyek számára számos fedett vasúti kocsit biztosítottak, amelyek "a legluxusabb közúti kocsikra hasonlítottak", párnázott ülésekkel és szövetbéléssel, és amelyek mindegyike 12-24 utas szállítására volt alkalmas. Az egyszerűbb nyitott kocsik, amelyeket egy szemtanú úgy jellemzett, mint "egyszerű, dísztelen, otthonos, dísztelen, vajas-tojásos piaci kocsikat", egyenként 60 utast szállítottak. James Edmondson asztalost bízták meg, hogy tervezzen egy különleges kocsit Wellington hercege és kísérői számára, amelyet Egerton Smith így írt le:

„A padló - 32 láb hosszú és 8 láb széles, nyolc kerékkel megtámasztva, részben pincével eltakarva, merész arany díszlécekkel és babérkoszorúkkal díszítve, bíborvörös szövet alapon. A bíborvörös szövetből készült, 24 láb hosszú, magas baldachin nyolc faragott és aranyozott oszlopon nyugodott, a párkányt aranydíszek és függő rojtok díszítették, a szövet két középen bordázott, két hercegi koronával díszített. A kocsi mindkét végén díszes, aranyozott korlát húzódott, amely a tetőt tartó egyik oszlophoz csatlakozott. A középen levő ajtó mindkét oldalán szép tekercsek töltötték ki a következő rekeszeket.”

Ez a különleges vonat négy kocsira volt osztva. A mozdony mögött egy zenekart szállító kocsi állt, mögötte pedig három személykocsi, középen a herceg különkocsija. Ezt a Northumbrian húzta, Stephenson akkoriban legfejlettebb mozdonya, 14 lóerős (10 kW) motorral. A herceg vonata az L&M két vágánya közül a déli vágányon közlekedett volna, a többi hét vonat pedig az északi vágányon, hogy a herceg ne késsen, ha a többi vonat bármelyikének problémája adódna.
A méltóságok összegyűjtése az állomáson és a vonatok indulása nagy esemény volt. Liverpool minden szállodai szobája és szállása megtelt előző este. Reggel 9:00 órától kezdve az állomás környéke megtelt emberekkel, és tömegek tolongtak a liverpooli pályaudvaron, hogy megnézzék a vonatok indulását. Egy csoport férfi fejenként két shillinget fizetett azért, hogy feljusson a legjobb kilátóhelyre, a Crown Street vasútállomáshoz vezető alagút melletti kémény tetejére; nem sokkal hajnal után kötélen és deszkán felhúzták őket, hogy végignézzék az eseményeket.

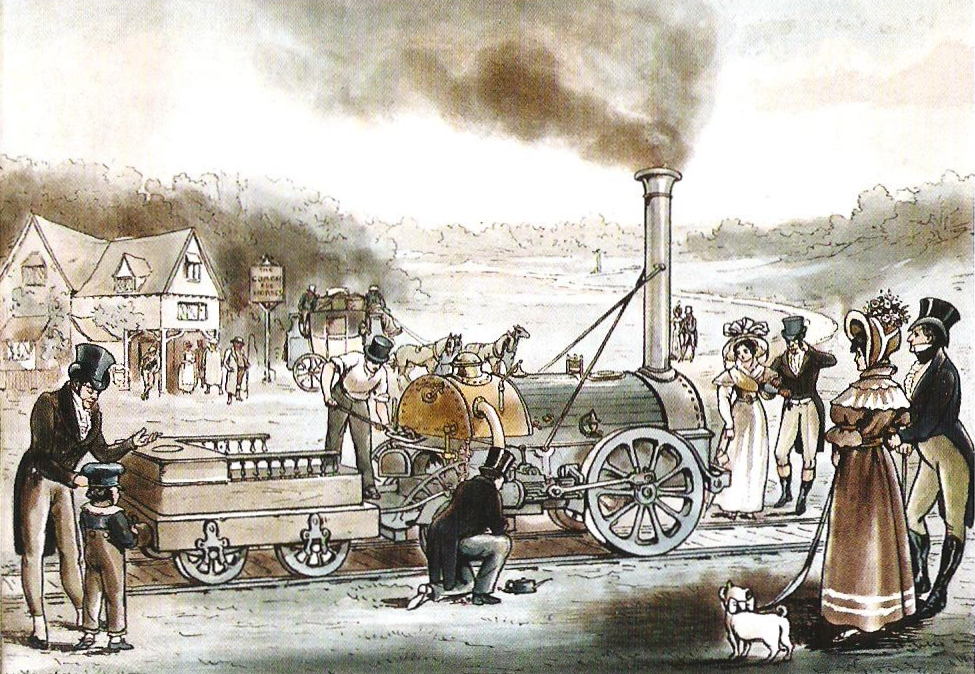
A Northumbrian gőzmozdony körül álló tömeg

Nem sokkal 10:00 óra előtt, amikor Wellington hercege megérkezett, egy zenekar a tiszteletére a See, the Conquering Hero Comes-t játszotta, ezzel kezdetét vette az a hagyomány, hogy a dalt ettől kezdve szinte minden brit vasútállomás megnyitóján eljátsszák. A herceg kísérete beszállt a kocsijukba; ezután ágyúszóval jelezték a vasút megnyitását. A herceg kocsijainak fékjét feloldották, és a gravitáció ereje alatt legurultak a lejtőn, hogy a várakozó Northumbrian nevű mozdonyhoz kapcsolják őket.
Katonák megtisztították a síneket a bámészkodóktól, és a vonatok menetelése 11:00 órakor indult el a liverpooli Crown Street állomásról, William és Emily Huskisson a hercegi vonaton utazott, a közvetlenül a hercegi kocsi előtt álló személykocsiban. A Northumbrian időnként lelassított, hogy az északi vágányon haladó hét vonat elvonulhasson mellette, de általában megelőzte a többi vonatot.

### A Phoenix ütközése
Parr közelében, Liverpooltól mintegy 21 km-re (13 mérföldre) történt a világ első személyvonat-vonat ütközése, ahogyan azt a Blackwood's Edinburgh Magazine-ban megjelent "A Railer" írta le, aki az északi vágányon a Phoenix által vontatott vezető vonaton utazott:

„Az egyik mozdonykerekünk, nem tudom, hogyan, de sikerült elszabadulnia a pályáról - egyszerűbben szólva, leszakadt a sínről, és az agyagon szántott tovább, semmi más kellemetlenséggel, mint a súrlódás növekedésével, ami csökkentette a sebességünket, és a fékezés további alkalmazásával hamarosan horgonyra juttatott bennünket. A mögöttünk haladó vonat azonban, mivel nem tudott a balesetünkről, nagy sebességgel száguldott tovább, anélkül, hogy időben megkapta volna a mozgás ellenőrzésére vonatkozó jelzést. Ennek megfelelően az őrségben lévők sietve felszólították utastársaikat, hogy legyenek résen, és készüljenek fel a rázkódásra, ami egy olyan csattanással következett be a hátunk mögött, amely elég hangos és erőteljes volt ahhoz, hogy sejtetni lehessen, mi fog történni, ha valamilyen furcsa véletlen folytán féktelen lendületességgel ránk támad.”

Miután nem jelentettek sérüléseket ebből az incidensből, a kisiklott Phoenix kerekeit visszahelyezték a sínekre, és az utazás folytatódott. A Sankey viadukton való áthaladás után a vonatok elhaladtak Warrington Junction mellett, ahol George Stephenson Warrington és Newton vasútja épült, várva a későbbi déli meghosszabbítást, hogy az L&M-et Birmingham és London felé kapcsolja. A Warrington Junction után a vonatmenet áthaladt Newton-le-Willows történelmi városán, amely nagyjából a vonal közepén helyezkedik el. Ötvenöt perccel Liverpool elhagyása után a menet a tervek szerint megállt, hogy a mozdonyok vizet vegyenek a Parkside vasútállomáson, fél mérföldre keletre Newton-le-Willows-tól és 17 mérföldre (27 km) Liverpooltól.

## Parkside

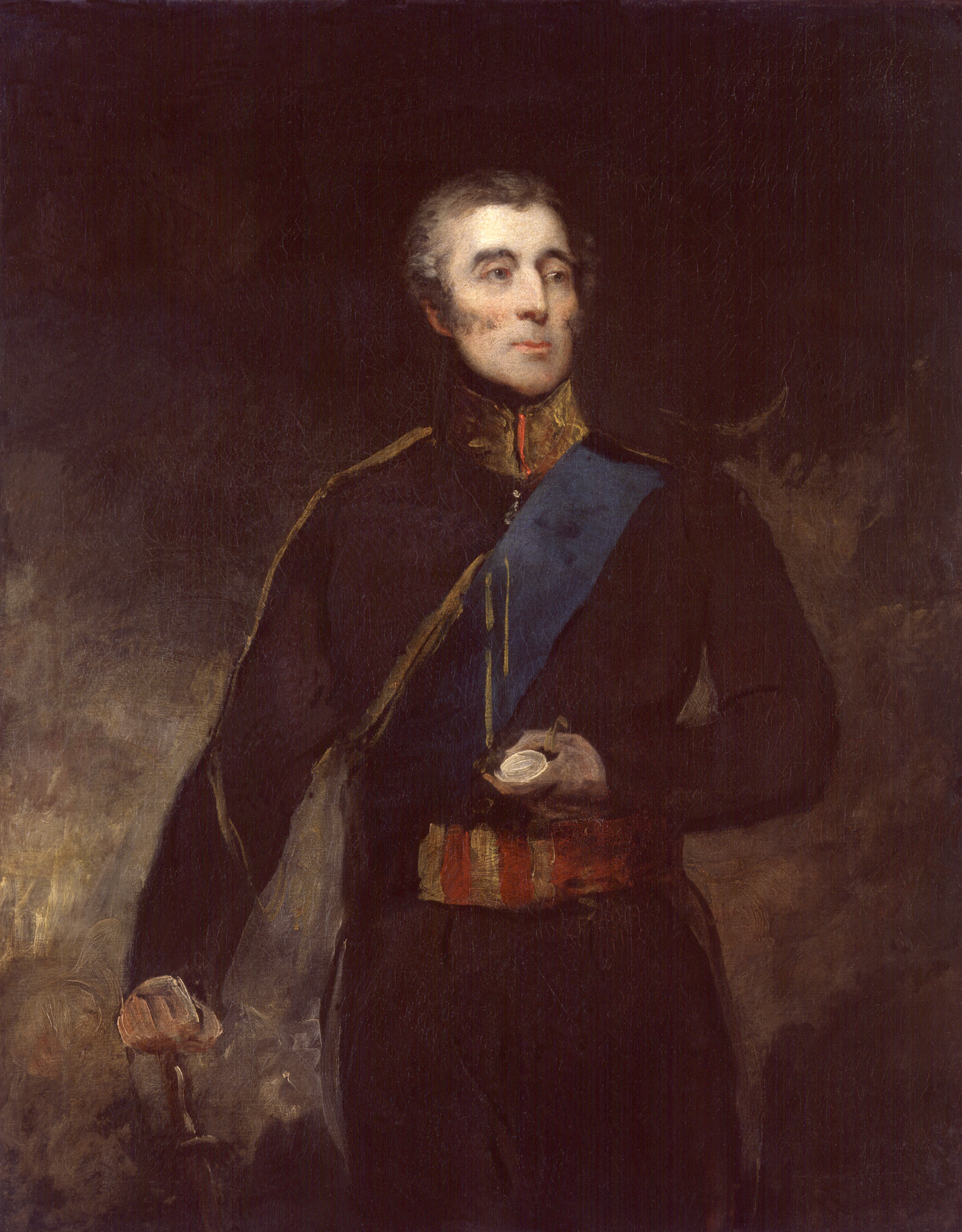
Wellington hercege 1830-ban

Bár Parkside állomás egy elszigetelt vidéki területen található, a Wigan Branch Railway és a Bolton and Leigh Railway tervezett összeköttetéseihez csomóponti állomásnak és vízmegállónak tervezték, ezért több vágányos volt. A vonatokon utazóknak kiosztott szórólap azt tanácsolta, hogy míg:
|  | „... a vízellátó készüléket érdemes megnézni ... javasoljuk, hogy az ellenőrzés a kocsikból történjen. Itt ugyanis öt sínpár van, és a vonatok közeledtével keletkező izgalom általában annyira összezavarja a vasúton utazni nem szokott embert, hogy szinte lehetetlenné teszi számára annak megkülönböztetését, hogy az érkező vonat melyik vágányra érkezik.” |
|  | |

A Herceg vonata az éljenző tömeg miatt lassabban haladt a lakott területeken keresztül, és mire Parkside-ba ért, az északi vágányon közlekedő első két vonat, amelyeket a Phoenix és a North Star vontatott, már áthaladt Parkside-on, és az állomás előtt megálltak, várva a Herceg vonatának indulását. Ekkorra a Hercegi vonat utasai már majdnem egy órája utaztak, és a Parkside-i vízfelvevő állomása volt az út egyetlen menetrend szerinti megállója. Bár az eső kezdett esni, és a vasúti mérnökök kérése ellenére, hogy az utasok maradjanak a vonatokon, 11:55-kor körülbelül 50 férfi szállt le a herceg vonatáról, hogy kinyújtóztassák a lábukat. A csoport a nap számos befolyásos személyiségéből állt, köztük Stafford márkija, Charles Arbuthnot, Esterházy herceg, Wilton grófja, Joseph Sandars, az L&M alapítója és William Huskisson. Mivel az eső mély tócsákat képezett a vasúti töltés mindkét oldalán, a társaság nagy része a síneken vagy azok közelében maradt.
A csoport a sínek körül állt, és megvitatták a nap eseményeit és a vasúti közlekedésben rejlő lehetőségeket. Sandars elmondása szerint Huskisson gratulált neki az elképzelése megvalósulásához, és azt mondta Sandarsnak, hogy "ő lehet az egyik legboldogabb ember a világon." William Holmes, a Vezérkari főnök, ezután félrehívta Huskissont. Azt javasolta, hogy mivel Wellington hercege különösen jó hangulatban volt az útvonalon vonuló, éljenző tömeg miatt, talán itt az ideje, hogy Huskisson és a herceg találkozzanak, és megpróbáljanak kibékülni.
Wellington hercege miniszterelnökként kezdett népszerűtlenné válni, különösen az ipari Északnyugat-Angliában, mivel folyamatosan blokkolta a javasolt reformokat. Huskisson úgy látta, hogy jó helyzetben van ahhoz, hogy egyesítse a tory párt két szárnyát, ha a herceg visszavonul, vagy hogy a párt reformpárti frakcióját a toryktól való elszakadásra és a whigekkel való progresszív szövetségre vezesse. Emellett politikai nézetkülönbségeik ellenére természetes szövetségesének tekintette magát a hercegnek, mivel Liverpoolban és Manchesterben népszerű tory volt, amelyek hagyományosan ellenségesek voltak a párttal szemben. Az újságok máris arról kezdtek beszámolni, hogy Huskissont és támogatóit vissza akarják hívni a kormányba.
Huskisson meglátta Wellington hercegét a külön kocsijának első sarkában ülni. Huskisson a sínek mentén a kocsihoz sétált, kezet nyújtott neki, mire a herceg kinyúlt a kocsiból és megrázta.

### Rocket ütközés

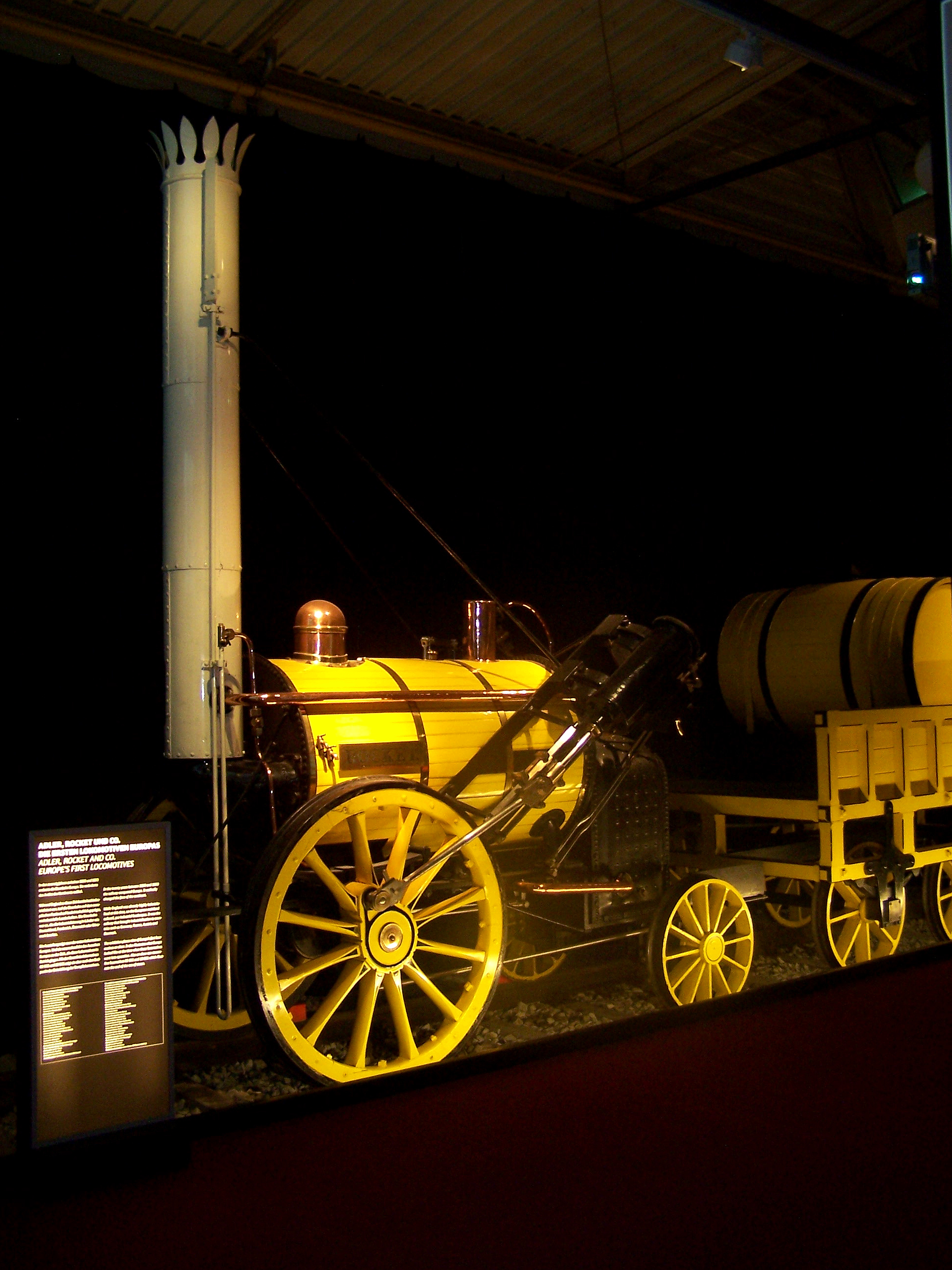
A Rocket másolata, ahogyan az L&M megnyitásának idején kinézett

Miközben Huskisson és Wellington hercege üdvözletet váltott, a tömeg egy része meglátta a távolban közeledni a Rocketet, amely az északi vágányon közlekedő hét vonat közül a harmadikat vontatta. "Egy mozdony közeledik, vigyázzanak uraim" kiáltották a síneken álló embereknek - köztük Huskissonnak is.
A vágányon összegyűlt emberek a közeledő Rocket útjából eltávolodtak, vagy a padkára mászva, vagy a kocsijaikba visszaszállva. A többi kocsival ellentétben Edmondson a Duke kocsiját nem szerelte fel rögzített lépcsővel. Ehelyett egy mozgatható lépcsősor volt a kocsi hátsó részén, amelyet a helyére lehetett mozgatni, hogy az utasok a kocsi azon részén szállhassanak fel és le, ahol a legkényelmesebb volt. A Rocket közeledtével már nem volt idő a mozgatható lépcsők előhívására. A Rocket 24 méteres távolságában csak Holmes, Huskisson és Esterházy maradt a síneken. Edward Littleton parlamenti képviselő, a herceg kocsijának egyik utasa kinyújtotta a kezét Esterházynak, és biztonságba húzta a kocsiba.
Joseph Locke, aki a Rocketet vezette, most látta, hogy emberek vannak előttük a síneken. A Rocket egy mérnöki prototípus volt, és nem volt felszerelve fékkel. Locke hátramenetbe kapcsolta a motort, ami tíz másodpercig tartott. Ahogy a Rocket tovább közeledett, Huskisson és Holmes pánikba esett. Holmes a Herceg kocsijának oldalába kapaszkodott, míg Huskisson kétszer is megpróbált átfutni a síneken a biztonságba, de minden alkalommal visszatért a kocsi oldalára.
A sínek közötti távolság 4 láb 8+1⁄2 in (1435 mm) volt, és a kocsik a külső síneken 2 láb (610 mm) túlnyúltak. A kocsi oldalához szorítva a fennmaradó rés éppen elég volt ahhoz, hogy Huskisson és Holmes sérülés nélkül megmeneküljön, de Huskisson rosszul mérte fel a távolságot. Edward Littleton szerint Wellington hercege azt mondta Huskissonnak: "Úgy tűnik, tovább megyünk - jobb lenne, ha beszállna!" Huskisson megpróbált bemászni a kocsiba, de a bent lévők nem érték el, hogy behúzzák. Holmes, aki még mindig a kocsihoz szorult, azt kiáltotta: "Az Isten szerelmére, Huskisson úr, legyen határozott!", de Huskisson megragadta a kocsi ajtaját. Mivel Holmes még mindig a kocsi oldalához szorult, az ajtó, amelyben Huskisson kapaszkodott, közvetlenül a Rocket útjába lendült ki. A Rocket az ajtónak ütközött, Huskisson pedig a mozdony előtti vágányra zuhant.
Harriet Arbuthnot szavaival élve, aki a herceg kocsijában ült, "[Huskisson] elkapta a mozdony, ledobta a földre, és a mozdony áthaladt a lábán és a combján, a legszörnyűbb módon összezúzva azt. Lehetetlen érzékeltetni az ezt követő jelenetet, a jelenlévők rémületét vagy a szerencsétlen feleség, aki a kocsiban ült, átható sikolyait. Alig mondott mást, mint hogy: "Vége van velem. Hozzátok ide a feleségemet, és hagyjatok meghalni!".

### Első reakció

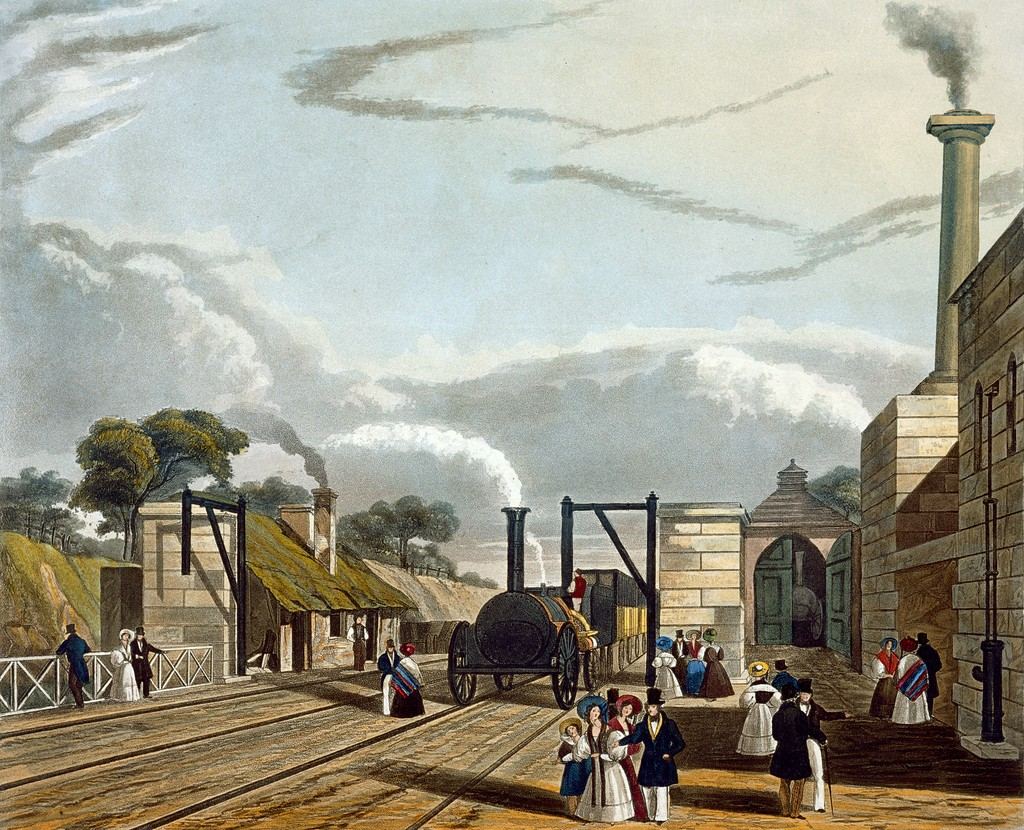
1831-es színes metszet Parkside állomásról

Joseph Parkes, Lord Wilton és William Rathbone voltak az elsők, akik elérték Huskissont. Megállapították, hogy egy kerék áthaladt a jobb vádliján és a combján, magát a térdét azonban érintetlenül hagyta. A felső lábszárán egy bőrlebenyt visszavágtak, felfedve az izmokat, és a szabaddá vált artériákat nem vágták el, hanem ellapították, és Huskisson szívverésével együtt lüktettek. A sérült láb kontrollálhatatlanul remegett. A megfigyelők megjegyezték, hogy Huskisson nem tűnt úgy, mintha fájdalmai lennének, ehelyett csak feküdt és nézte, ahogy a lába rázkódik. Huskisson azt kiáltotta: "Ez a halálom". Parkes megpróbálta megnyugtatni, de Huskisson így válaszolt: "Igen, haldoklom, hívja Mrs Huskissont." Egy férfi a kabátját William Huskisson lábára dobta, hogy Emily Huskisson ne lássa a sérülések mértékét, és kisegítették a kocsiból, amelyben ült. A nő hisztérikusan megpróbálta rávetni magát Huskissonra, de az utastársak lefogták, miközben Lord Wilton egy zsebkendőből és egy idős utas sétapálcájából készített rögtönzött szorítókötést alkalmazott. Más utasok kitépték a közeli vasúti raktár ajtaját a zsanérjaiból, hogy az rögtönzött hordágyként szolgáljon. Huskissont az ajtóra emelték, fejét rázva és azt mondogatva: "Hol van Mrs Huskisson? Találkoztam a halálommal, Isten bocsásson meg nekem." (Garfield 2002-ben írt cikkében a szavait így adja meg: "Ez az én halálom, Isten bocsásson meg nekem.").
Emberek futottak végig a síneken mindkét irányban, hogy szóljanak a többi vonatnak, hogy ne menjenek tovább. A kezdeti pánikban sok jelenlévő első gondolata az volt, hogy a miniszterelnököt meggyilkolták.

„Amikor kinéztem, láttam, hogy a herceg vonata egy másik vonattal párhuzamosan húzódik, és a közbeeső téren jelentős számú gyalogos gyűlt össze; ugyanakkor olyan sürögést, hajlongást és tolakodást vettem észre, amiről nem tudtam, miért. Egy másik pillanat múlva egy úriember rohant elő, és felénk futott a vonalon; ahogy közeledett, nyilvánvalóan láttam, hogy nagyon izgatott, sápadt és lihegett - egyszóval nyilvánvaló volt, hogy valami szörnyűség történt. Végül megállt, és ötven hang kiáltotta: - Történt valami? Mi a baj?" Zavart idegességében, összefüggéstelen szavakat törve végre megtörte a csendet: - Ó, Istenem, meghalt! Megölték! Megölték!" - "Ki, mikor és hogyan?" - tört ki minden szájból; az én és valószínűleg minden más elme első gondolata az volt, hogy valami kétségbeesett és sikeres merényletet követtek el a herceg életére. Az igazság azonban hamarosan futótűzként terjedt el jobbra és balra, és ahogy minden kocsira ráesett, úgy hatott, mint egy varázslat. A mosolyok és a vidám arcok általános komorságra váltottak. Azok körében, akik a végzetes helyszín közelében tartózkodtak, az első érzés a hála volt, hogy nem a saját közvetlen rokonuk esett áldozatul; a következő és legmaradandóbb érzés az együttérzés volt a szerencsétlen asszonnyal, aki látta férjét a földön fekve, szétszaggatottan és vérző testtel. Biztos vagyok benne, hogy egy másik együttérzés is hasonlóan általános és őszinte érzés volt - együttérzés azokkal az urakkal, akik igazgatóként oly sokáig a közönség szórakoztatásának szentelték magukat, és munkájuk örömteli és szerencsés befejezéseként várták ezt a napot; tudatában voltak annak is, hogy ha a jegyekkel együtt kiadott nyomtatott utasításaikat betartják, ilyen baleset semmiképpen sem történhetett volna.”

– "egy vasutas", Blackwood's Edinburgh Magazine

Henry Herbert Southey, a nemrég elhunyt IV. György orvosa, a herceg vonatán utazott, akárcsak Dr. Hunter, az Edinburgh-i Egyetem anatómiaprofesszora. Mindketten Huskisson mellé siettek, és nem sokkal később csatlakozott hozzájuk Joseph Brandreth, egy liverpooli sebész, aki Phoenix mögött utazott. Az orvosok azt javasolták, hogy Huskissont szállítsák vissza Liverpoolba kezelésre, de George Stephenson ragaszkodott hozzá, hogy jobb lenne továbbvinni Manchesterbe.

Nyitott kocsik a liverpooli és manchesteri vasútvonalon 1830-ban.

Huskissont felrakták a hercegi vonat lapos fenekű kocsijára, amely a zenekart szállította. A hercegi vonat maradék három kocsiját leakasztották, és a zenekar Northumbrian által vontatott kocsija Stephenson vezetésével elindult Manchester felé. Lord Wilton stabilan tartotta Huskisson kezét és karját, míg Lord Colville a fejét a térdére támasztotta, és megpróbálta tompítani a vonat rezgésétől. A vonat szinte üresen, Stephenson pedig a mozdonyt teljes gázzal járatva elérte a majdnem 40 mérföld/órás (64 km/h) sebességet, rövid időre sebességi világrekordot adva a fedélzeten lévőknek. Az útvonalat szegélyező tömeg, amely nem tudott a történtekről, éljenzett és integetett, ahogy a Northumbrian elszáguldott mellette.
Mivel úgy vélte, hogy Huskisson a halál közelében van, Brandreth azt javasolta, hogy a társaság álljon meg az első háznál, amelyhez érnek. Némi vita után az orvosok úgy döntöttek, hogy megállnak Thomas Blackburne tiszteletes, Eccles plébánosának parókiáján, négy mérfölddel (6,4 km) Manchester előtt. Amikor közölték vele a döntést, Huskisson egyetértett, mondván: "Imádkozzanak, biztos vagyok benne, hogy Blackburne barátom kedves lesz hozzám", nem tudván, hogy Blackburne-t meghívták a vasút felavatására, és most a többi utassal együtt Parkside-ban várakozott.

## Eccles
Mire a vonat elérte Eccles-t, a napi szitáló esőt vihar váltotta fel. Az orvosok lecipelték a még mindig az ajtaján lévő Huskissont a vonatról a jégeső és a mennydörgés zivatarában, és gyalog tették meg a néhány száz méteres utat a plébániáig, gyakran elveszítve a talajt, ahogy a mély vágáson felmásztak. Közben Stephenson és Wilton újraindította a vonatot, és továbbmentek Manchesterbe, hogy orvosi segítséget szerezzenek.

A csoport megérkezett a parókiára, ahol Mrs Blackburne fogadta őket. (Mrs Blackburne eredetileg a férjével együtt akart utazni az első útra, de előző nap megérezte, hogy valami baj van otthon, és szükség van a jelenlétére, ezért egyedül tért vissza hajóval.  Ekkor hallotta a pletykát, hogy egy oldhami csőcselék azt tervezi, hogy megrohamozza az eccles-i pályát, hogy megtámadja Wellington hercegét, ezért úgy döntött, hogy a plébánián marad.) Huskissont a kanapéra ültették, és laudánumot és brandyt adtak neki. Délután 2 óra körül Hunter és Brandreth levágta Huskisson ruháját a sérült lábáról, hogy alaposan megvizsgálhassák. Az ipari sérülésekhez nem értő Hunter és Brandreth értetlenül állt Huskisson lábának sérülése előtt, de arra a következtetésre jutottak, hogy a sérülések látszólagos súlyossága ellenére a sebek kezelhetőek.

„A láb ijesztő látványt nyújtott, de a sebben semmi olyan nem volt, ami megakadályozta volna a műtétet, vagy ami miatt kétségbe lehetett volna vonni annak sikerét, ha a férfi alkotmányos erővel bírta volna a további megrázkódtatást. Tökéletes rejtély, hogyan keletkezett a seb, a baleset szemtanúi által elmondottakból ítélve, és ezekben a nyilatkozatokban nagyon kevés különbség van. A lábszár a térd és a boka között félúton majdnem teljesen levágódott, kivéve egy kis részt a külső oldalon, de a csizmán alig-alig látszott nyom. Félúton, de inkább feljebb, a térd és a test között, a törött csontok felett az egész hús leszakadt, de az artéria, amely fölötte és fölötte fekszik, nem sérült meg; ez magyarázza a kis mennyiségű vérveszteséget. A hús a külső és alsó oldalon nem sérült meg túlságosan. Alig lehetett megérteni, hogyan történhetett ez, ha a kerék átment rajta, vagy hogy csak egy kerék, mégpedig az első a mozdonyok közül, hogyan tehette ezt anélkül, hogy az egész vonat ne követte volna, vagy hogy a hatalmas súly miatt miért nem szakította el teljesen.”

– Personal letter from Joseph Brandreth describing the incident, quoted in the Liverpool Mercury

Az orvosok úgy döntöttek, hogy Huskisson valószínűleg túléli, de a sérült lábát valószínűleg amputálni kell. Gyógyszerek és műtéti eszközök nélkül várták a sebészeti felszerelés és az orvosi szakemberek megérkezését, akikért Stephenson Manchesterbe ment.

„Arca sápadt és borzalmas, homlokát hideg verejték borította, végtagjai hidegek és merevek voltak, gyomrában pedig rosszullét és nyomottság, gyakori görcsös remegéssel, nehéz légzéssel és nagyfokú testi nyugtalansággal.”

– Whatton kezdeti feljegyzései Huskisson állapotáról.

Végül egy manchesteri kocsi érkezett meg négy sebésszel, William Robert Whatton vezetésével. Huskisson ekkor már súlyos görcsökben szenvedett, és a jelenlévőknek le kellett fogniuk a karját és a lábát, hogy ne essen le a kanapéról. Whatton megállapította, hogy Huskisson súlyos vérzésben szenvedett a kezdeti sebből és az azt követő vérveszteségből, és hogy amputációra volt szükség a végzetes vérveszteség megelőzése érdekében. Huskisson zaklatott állapotában azonban Whatton úgy vélte, hogy a traumás műtét valószínűleg végzetes lenne. Whatton és kollégái meleg vizet kentek Huskisson mellkasára, lábára és kezére, és meleg szíverősítőt és további laudanumot adtak neki, hogy megpróbálják megnyugtatni annyira, hogy kibírja a műtéti sokkot. 15:00 óra körül a csapat ágyútűz hangját hallotta nyugat felől. Miután elmondták, hogy az ágyúk valószínűleg a miniszterelnök Manchesterbe érkezését jelzik, Huskisson azt mondta: "Remélem, hogy a herceg épségben átvészeli a napot". Délután 4 óra körül Huskisson visszanyerte elég erejét ahhoz, hogy lediktáljon William Wainewrightnak, a titkárának egy rövid módosítást a végrendeletéhez, amely biztosította, hogy Emily Huskisson örökölje az összes vagyonát, és remegve aláírta azt.[90] Ezután kérte a szentségimádást, amelyet Blackburne tiszteletes végzett,[91] és Wiltonnal együtt olvasta az Úrangyala imádságot. Amikor Huskisson a "és bocsásd meg vétkeinket, miképpen mi is megbocsátunk az ellenünk vétkezőknek" sorhoz ért, így szólt: "Ezt a legszívesebben teszem, és kijelentem Istennek, hogy a legcsekélyebb rosszindulatot sem érzem egyetlen ember iránt sem."

## Folytatás Manchesterbe
Eközben Parkside-ban a másik hét vonat megállt a balesetet követően. Az elektromos távírót még nem találták fel, és nem volt elég fejlett jelzőrendszer ahhoz, hogy a Northumbrian, Liverpool és Manchester, illetve a Huskissont Ecclesbe kísérő csoporttal kommunikálni tudjon. A megmaradt utasok és a vasúti személyzet a baleset helyszínének közelében gyűltek össze, hogy megvitassák, hogyan tovább.[86] Az L&M személyzete azzal érvelt, hogy mivel a vasút nem hibás a balesetben, hagyni kellene, hogy továbbutazzanak Manchesterbe, hogy bebizonyítsák a konstrukció életképességét. Arra is hivatkoztak, hogy Manchesterben ekkorra már nagy tömeg gyűlt volna össze, amely a vonatok érkezésére és a Wellington herceg megpillantására várt. Joseph Sandars azt is felvetette, hogy ha a csoport nem megy tovább, a manchesteri tömeg hallaná a balesetről szóló pletykákat, és súlyosabbnak hinné a balesetet, mint amilyen valójában volt.[60] A miniszterelnök és Sir Robert Peel belügyminiszter úgy vélte, hogy tiszteletlenség lenne Huskissonnal szemben a továbbhaladás, és azt szorgalmazták, hogy a csoport térjen vissza Liverpoolba, hogy megvárják a Huskisson állapotáról szóló híreket.

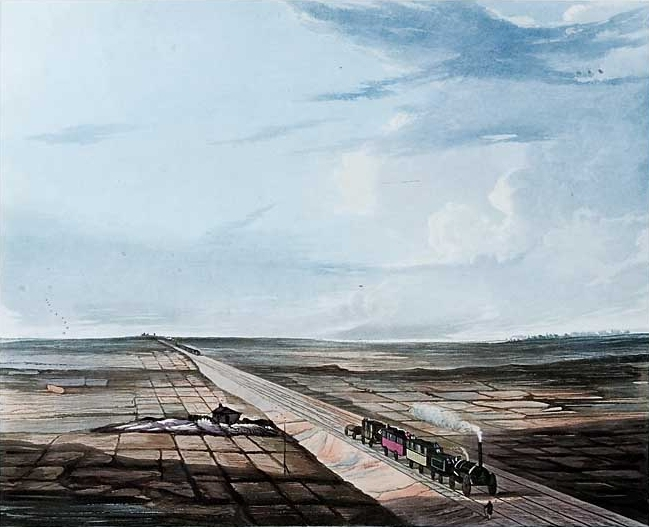
A liverpooli és manchesteri vasútvonal Chat Mossnál, 1833

Nagyjából abban az időben, amikor Whatton sebészcsoportja megérkezett Ecclesbe, lovasok érkeztek Parkside-ba Manchesterből és Salfordból. Jelentették, hogy a manchesteri tömeg kezd nyugtalanná válni, és a hatóságok lázadástól tartanak, ha a herceg nem érkezik meg. 86 A herceg kísérete visszatért Edmondson díszes hercegi kocsijához, amely még mindig a déli vágányon volt. A Northumbrian Huskissonnal ment előre, és a másik hét mozdony mind az északi vágányon volt, és nem volt mód arra, hogy a herceg vonatának maradékát az északi vágányra helyezzék át, vagy egy mozdonyt a délire helyezzenek át. Egy hosszú láncot kötöttek az északi vágányon lévő Phoenix és a Duke vonatának három megmaradt kocsija közé a déli vágányon.[78] 13:30-kor aztán a Phoenixet és vonatát a North Starhoz és vonatához csatolták, és a két mozdony kis sebességgel elindult Manchester felé,[78] Eccles mellett elhaladva a Chat Moss elhagyatott mocsárvidéke felé.
|  | „A bizonytalanságban töltött hosszú idő alatt az egyéni érzelmek sokféle módon adtak hangot. Voltak, akik sírva fakadtak, mások visszavonultak a tömegből, és sietősen fel-alá járkáltak az úton, mások csendben leültek az út szélére. Egyesek elmerülten álltak, míg mások kis csomókban és pártokban vitatták meg a balesetet - egyesek gesztikuláltak, míg mások szótlanul és mozdulatlanul nézték. Mivel a végső döntés a továbbhaladás mellett szólt, újra elfoglaltuk a helyünket, és továbbindultunk; de a reggeli vidámság már elmúlt, és az egész egy temetési menet komor arculatát öltötte magára. A katonazenekart hagyták, hogy úgy térjen vissza, ahogy tudott; láttam őket, amint a sárban és a mocsárban, a fejükre borulva vágtak hazafelé; trombitásaink, akik eddig inkább lehengereltek bennünket erőfeszítéseikkel, csendre lettek utasítva, és a nézők kiabálására, akik még nem tudtak a szomorú eseményről, nem érkezett válaszos üdvözlés. Az időjárás is kezdett komor lenni, és a jól megművelt ország élénk arcát hamarosan felváltotta a Chatmoss sivár vadonja, a Will o' the Wisps, a snipes és a kék ördögök paradicsoma... Egy heves zápor, távoli mennydörgéssel, nem sokat segített, hogy feldobja a hangulatunkat, miközben átkeltünk ezen a közel hat mérföldes, visszahozhatatlan vadonon, amely több-kevesebb megszakítással egészen utunk végéig tartott. - "Egy vasutas", Blackwood's Edinburgh Magazine” |
|  | – "A Railer", Blackwood's Edinburgh Magazine |

### Érkezés Manchesterbe
Ahogy Wellington rögtönzött vonata lassan Manchester felé tartott, az útvonal mentén éljenző tömeg kísérte, amely még mindig nem tudott a balesetről. Amikor a Liverpooltól 25 mérföldet (40 km) jelző mérföldkő mellett elhaladtak, a Chat Moss közepén, a déli vágányon találkoztak a Manchesterből visszatérő Stephensonnal és a Northumbriannel. Stephenson elmondta a társaságnak, hogy milyen állapotban volt Huskisson, amikor utoljára látta, mielőtt Ecclesből Manchesterbe indult volna (tévesen azt állítva, hogy az amputációt már sikeresen megkísérelték), és azzal dicsekedett, hogy új sebességrekordot állított fel. Wellington eredeti vonatának három megmaradt kocsiját, amelyek még mindig a déli vágányon voltak, leválasztották a vonatról, és a Northumbrianhez csatolták, amely teljes sebességgel Manchester felé indult. Ahogy a vonat Manchesterhez közeledett, a pálya menti járókelők egyre ellenségesebbé váltak, kifütyülték, sziszegve és transzparenseket lengetve Wellington ellen. Az ellenséges tömeg a pályára ömlött, és arra kényszerítette a vonatokat, hogy lassítsanak. Végül a pályán lévő tömeg olyan sűrűvé vált, hogy nem tudott szétoszlani, amikor a vonatok közeledtek, és a vonatok kénytelenek voltak "a zsonglőrkocsi szerepét játszani", saját lendületükkel kitolva az embereket az útjukból.

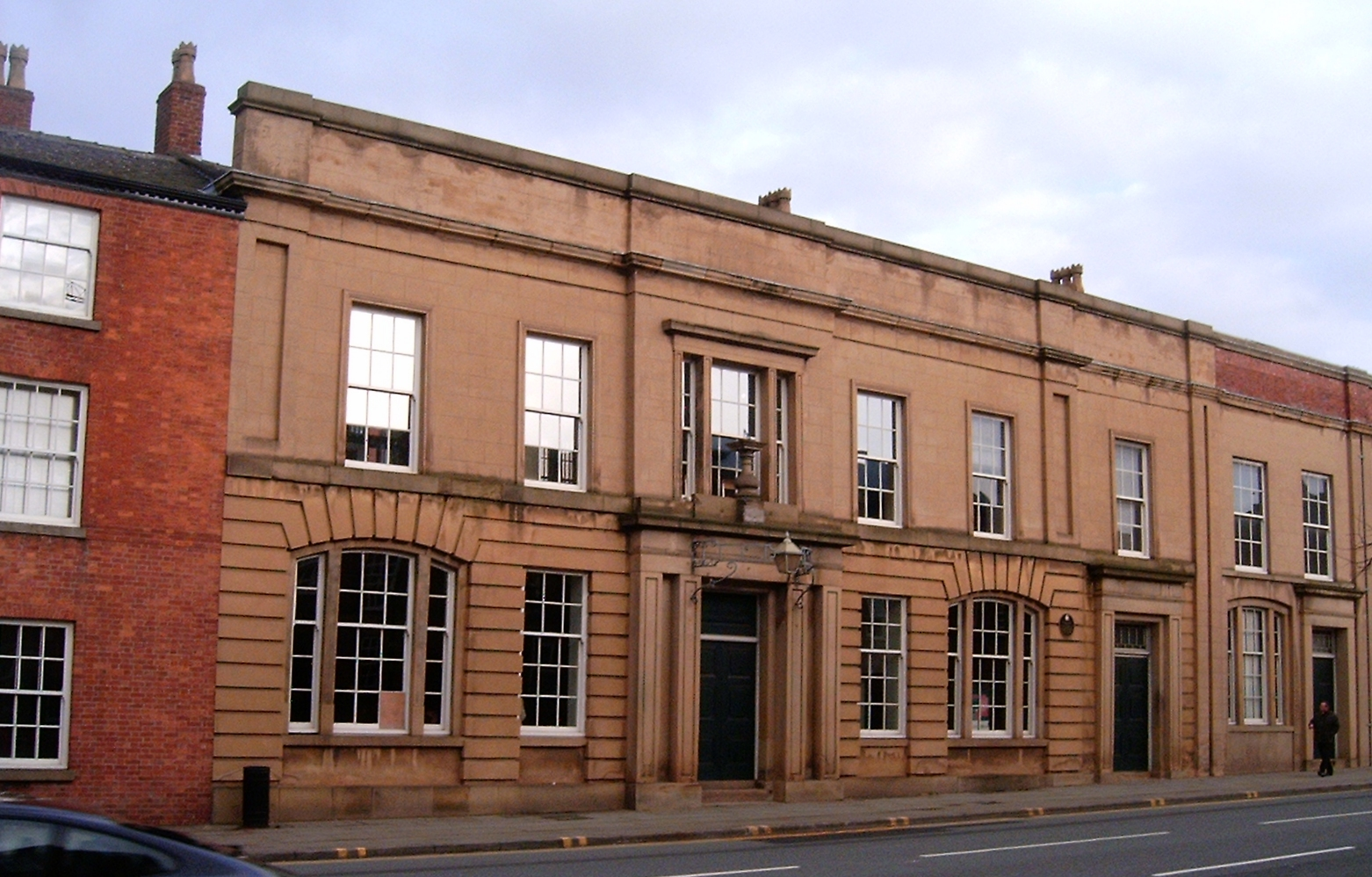
Liverpool Road vasútállomás

A Duke of Wellington nem sokkal délután 3 óra előtt érkezett meg a Liverpool Roadra, az L&M manchesteri végállomására. Ahogy a Parkside-ba küldött hírnökök figyelmeztettek, a tömeg ellenségessé vált; egy megfigyelő így jellemezte őket: "Egy hanyag, rongyos társaság, fésületlen hajjal és borotválatlan szakállal, nyitott mellényben, mosatlan bőrrel, piszkos vászonnal és csupasz nyakkal." Míg a jelenlévők egy része éljenzett, mások - különösen a szövőnők - sziszegték a herceget és zöldséggel dobálták a kocsiját. Két trikolór zászlót tűztek ki, és "Nincs kukoricatörvény" és "Szavazzunk szavazással" feliratú transzparenseket lengettek. A vonatok utasai leszálltak, és az L&M raktárában felállított hideghúsbüfé felé vették az irányt. A vonatról leszállva Thomas Blackburne tiszteletes először értesült arról, hogy Huskisson a plébániáján tartózkodik, és lóval hazasietett Ecclesbe. Az ellenséges tömegtől való félelmében Wellington nem volt hajlandó elhagyni a kocsiját, élelmet kéretett magához, és elrendelte, hogy a mozdonyokat a lehető leghamarabb készítsék elő a Liverpoolba való visszatérésre. 16:37-kor a vonatok elkezdtek kihajtani Manchesterből, hogy visszamenjenek Liverpoolba.

### Visszatérés Liverpoolba
A Manchesterből való sietős indulás káoszba torkollott. Mechanikai hibák és a mozdonyok fordulásához szükséges hely hiánya miatt az északi vágányon közlekedő hét vonat nem tudott kijutni az állomásról. Csak három kocsi - köztük a hercegé - tudott sikeresen elindulni. Este fél hét körül a herceg megérkezett Robyba, és Salisbury márki (Marquess of Salisbury) házában, Childwall Hallban töltötte az éjszakát. Eközben a megmaradt 24 személykocsit végül kötéllel összefogták és a három használható állapotban maradt mozdonyhoz rögzítették, amelyek ezt az egyetlen hosszú, mintegy 600 utast szállító vonatot körülbelül 8 km/órás sebességgel vontatták ki Manchesterből, amit tovább lassított a síneken álló embertömeg, valamint a síneken megtelepedő homok és sár.
A nyolc vonat a tervek szerint 16:00 órakor érkezett volna vissza Liverpoolba, de 19:00 órakor az utasvonat még félúton sem volt vissza Liverpoolba. Ahogy besötétedett, elkezdett esni az eső, és a mozdonyvezetők, féltve a vonatok biztonságát a sötétben és a nedvességben, tovább lassították a vonatot. Mivel nem úgy tervezték, hogy az első útra sötétben kerüljön sor, a vonatokat nem szerelték fel világítással vagy mozdonylámpákkal; a Comet vezetője, aki a vonatot vezette, égő kátránykötelet tartott a kezében, hogy megvilágítsa az utat. Bár az útvonalon sorakozó tömeg egy része már oszlott, sokan mások még ott maradtak, hogy lássák a vonatok visszatérését. Ezek a tömegek egész nap ittak; ahogy a vonat áthaladt a hidak alatt, a nyitott kocsikkal rendelkező vonatot a hidakról ledobált tárgyakkal dobálták meg, és egy alkalommal a Comet nekiment egy talicskának, amelyet nyilvánvalóan szándékosan helyeztek a sínekre. Eccles mellett elhaladva a vonat rövid időre megállt, hogy érdeklődjenek Huskissonról; az érdeklődőknek azt mondták, hogy a férfi gyengének tűnik, és jelenlegi állapotában nem valószínű a sikeres műtét.

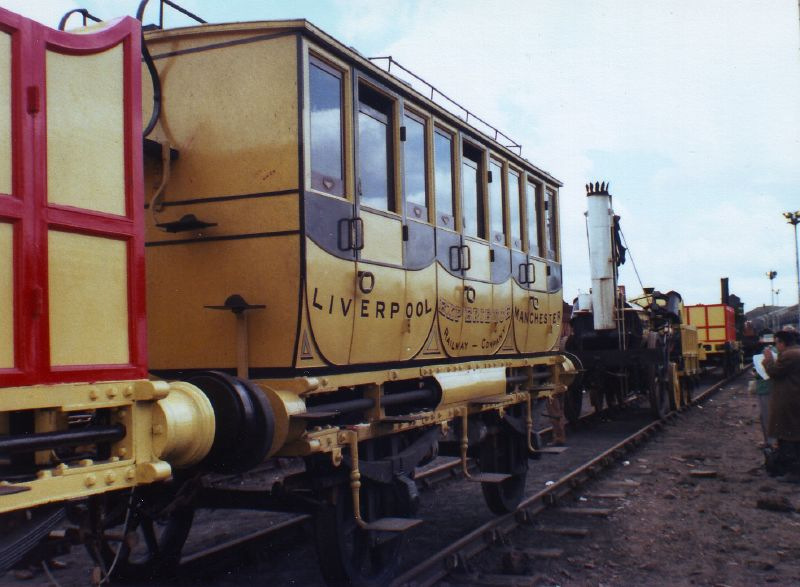
A Rocket másolata és az egyik személykocsi, amelyet az L&M megnyitásának napján használtak

Röviddel azután, hogy a vonat elhaladt a Parkside-i baleset helyszíne mellett, a vonat elhaladt egy egyenruhás férfiakból álló csoport mellett, akik a vasúton sétáltak, és különböző tárgyakat vittek magukkal. Később kiderült, hogy ez volt az a zenekar, amely elhagyta a kocsiját, amikor azt a sérült Huskisson szállítására vezényelték. A Wellington herceget Robyba szállító vonat nem fért el, és otthagyta őket, hogy megvárják a többi vonatot, amelyekről azt hitték, hogy követik őket. A banda végül feladta a várakozást, és hazasétáltak, a heves eső alatt sárrá változott füves szegélyen. Ahogy a vonat elhaladt Sutton mellett, a három mozdony nem tudta felhúzni a vonat együttes súlyát egy emelkedőn, és a fedélzeten tartózkodó 400 embernek ki kellett szállnia a vonatból, és egy mérföldet gyalogolniuk kellett, csak a mozdonyokból szálló szikrák világították meg őket, miközben a mozdonyok lassan húzták az üres kocsikat az emelkedőn. A vonat végül este fél 11-kor érkezett Liverpoolba. A vendégek közül sokan úgy tervezték, hogy az utazás befejezése után nappal hazatérnek, és elindultak a koromsötét városba, hogy éjszakára szállást keressenek maguknak.
A csoport, amely a liverpooli alagút melletti kémény tetejéről figyelte a vonatok indulását, eközben a zűrzavarban megfeledkezett, és nem tudott lejönni a kilátóhelyéről. Végül este nyolc óra körül John Harrison, a torna- és kardvívástanár kézről kézre ereszkedett le a kötélen, és rábeszélte a többieket, hogy ugyanígy kövessék őt lefelé. A feldühödött csoport ezután elindult megkeresni a munkást, akinek le kellett volna hoznia őket.
James Radley, a liverpooli Adelphi Hotel tulajdonosa este hét órára bankettet rendezett, hogy megünnepelje "a gőzgépek sikerét és népszerűsítését". 230 főre készített ételt, és 60 jegyet adott el elővételben. Este 9:00 órára, amikor az utasok többsége még mindig a Manchesterből hazafelé tartó vonaton ült, köztük William Brown liverpooli kereskedelmi mágnás, aki a találkozót vezette volna, mindössze 20 ember jelent meg. Brown helyére John Ashton Yates üzletembert és politikust hívták be, és a 20 vendég egy visszafogott kétórás étkezésbe kezdett, amelyet gyakran megszakítottak az Ecclesből érkező legfrissebb híreket hozó lovasok. A főfogás alatt olyan üzeneteket hoztak, hogy a műtétet sikeresen elvégezték, és Huskisson felépült; desszertre egy másik futár azt az üzenetet hozta, hogy mégsem végeztek műtétet, és Huskisson állapota romlik. Mire az étkezés 23 óra körül véget ért, Huskisson állapotáról nem érkezett megbízható hír. A királyra és Huskisson felépülésére mondott tósztot követően Francis B. Ogden gőzhajó úttörő, aki akkoriban az amerikai konzul volt Liverpoolban, beszédet mondott a tervezett Baltimore and Ohio Railroadról és a közelgő tervekről, amelyek New Orleans és a Nagy-tavak vasúti összeköttetését célozták. Bár nem tudtak róla, Huskisson ekkorra már halott volt.

## Hagyaték
A megnyitó napján bekövetkezett balesetek hatalmas publicitást biztosítottak a Liverpool and Manchester Railway-nek, és nagymértékben növelték a közvélemény figyelmét a gyorsabb szárazföldi közlekedésben rejlő lehetőségekre. Az L&M személyszállítási szolgáltatása azonnal sikeresnek bizonyult. Októberben Wellington herceg különvonatát külön első osztályú vonatként állították forgalomba, amely naponta négy utat tett meg Liverpool és Manchester között mindkét irányban. 1830. december 4-én megkezdődött az árufuvarozás az L&M-en, a Planet 75 tonna árut vontatott Liverpoolból Manchesterbe. 1831 első hat hónapjában az L&M 188 726 utast és 35 800 tonna árut szállított; az 1830 szeptemberi megnyitástól 1831 szeptemberéig tartó évben közel 500 000 utast szállítottak. George Stephenson nyomására az L&M által vásárolt új mozdonyokat 1831-től kézifékkel szerelték fel.
Az eredeti Crown Street-i végállomás hamarosan képtelennek bizonyult a vasút növekvő népszerűségének kezelésére, és 1836-ban Liverpool Lime Street vasútállomással helyettesítették. Mivel a fejlettebb mozdonyoknak már nem kellett megállniuk félúton, hogy vizet vegyenek fel, Parkside állomás hamarosan bezárt, és kevés nyoma maradt. A Liverpool és Manchester vasútvonal a két Liverpool-Manchester vonal közül az északi vonalként továbbra is üzemel. Az L&M megnyitását ma már a gépesített közlekedés korának hajnalának tekintik; Peter Parker iparmágnás és a British Rail korábbi elnöke szerint "a világ az úttörő Liverpool-Manchester pálya mellékvonala".
Az L&M sikerén felbuzdulva a megnyitását követő egy hónapon belül bejelentették a Liverpool és Manchester más nagyvárosokkal, köztük Londonnal, Leedsszel, Birminghammel és Bradforddal való összekötésére irányuló terveket, egyesítve Anglia kulcsfontosságú ipari központjait. 1838-ban elkészült a London and Birmingham Railway (amelyet szintén George Stephenson épített), az első vasút, amely összekötötte Észak- és Dél-Angliát. 1840-re 1775 mérföld (2857 km) vágányt fektettek le Nagy-Britanniában. Az 1844. évi vasúti szabályozási törvény az egész brit vasúthálózaton mérföldenként egy pennyre (1⁄240 font sterling) korlátozta az utasok viteldíját, ami lehetővé tette a tömeges népességmozgást, a városokba vándorlást és a távolsági ingázást, és megkezdődött a tömeges gyorsvasutak társadalmi forradalma. Csak 1846-ban 272 új vasutat engedélyeztek Nagy-Britanniában, és 1850-re több mint 6200 mérföld (10 000 km) vasútvonal állt rendelkezésre, és Nagy-Britannia ipari nagyhatalommá válása befejeződött. Maga a brit vasúti úttörők szakértelme jelentős exportcikké vált, és brit mérnökök (köztük Stephenson) szállították az akkoriban Európa- és Észak-Amerika-szerte épülő vasutak szinte összes mozdonyát és sínjét.

### Rocket
A Rocket a baleset után is használatban maradt az L&M-nél, bár a belső mérnöki feladatokon kívül másra ritkán használták. A fejlettebb Planet konstrukció jobban megfelelt a nehéz terheknek, és a Rocket feleslegessé vált. 1834-ben új meghajtási rendszerekkel kapcsolatos kísérletekre használták, majd raktárba helyezték. 1836-ban eladták a Midgeholme Colliery-nek, és 1844-ig szénszállításra használták.

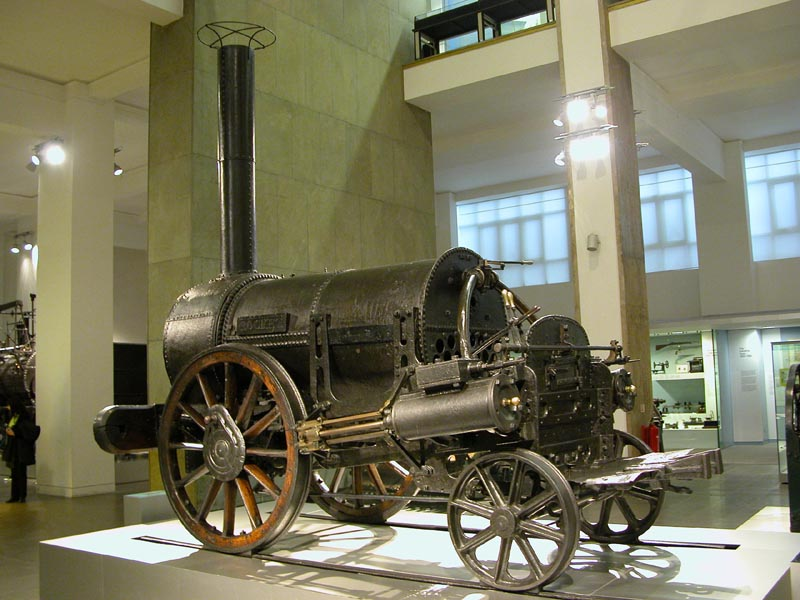
A Rocket 2004-ben. Az 1830-as évek óta jelentősen átalakították, de megőrizte eredeti kerekeit

Később elismerték, hogy a Rocket az a konstrukció, amelyből minden későbbi mozdony származik, és végül az ipari forradalom egyik legfontosabb szimbólumának tekintették. 1851-ben visszaszolgáltatták Robert Stephenson and Company-nak azzal a szándékkal, hogy a Nagy Kiállításon kiállítsák, de erre nem került sor. 1862-ben a Szabadalmi Hivatalnak adták kölcsön kiállításra. 1876-ban a South Kensington Múzeum Tudományos Gyűjteményébe került (1885-ben átkeresztelték Tudományos Múzeumnak), és azóta is ott maradt, kivéve egy rövid bemutatót a Nemzeti Vasúti Múzeumban.
1929-ben Henry Ford megrendelésére a Robert Stephenson and Company egy másolatot készített a Rocketből, Stephenson eredeti építési technikáját felhasználva. Ezt a Henry Ford Múzeum központi darabjának szánták, ahol ma is áll. Az 1970-es években egy másik, teljesen működőképes másolatot építettek a Nemzeti Vasúti Múzeum számára. 1999-ben a rainhilli mozdonypróba 170. évfordulója alkalmából a Llangollen Railway-en újrajátszották a próbát ennek a másolatnak, valamint a Novelty és a Sans Pareil, a másik komoly 1829-es versenyző másolatának felhasználásával. A Rocket ismét győzött.
2010-től az eredeti Rocket a London Science Museum Making the Modern World galériájának egyik fő kiállítási tárgya. Bár sokat változtattak rajta, megőrizte az eredeti kerekeket, amelyek összezúzták Huskissont.

### Wellington hercege
Huskinsson halála után támogatói elutasították a Wellington herceg kormányába való visszatérést, és november elején Wellington bejelentette a parlamentnek, hogy "az alkotmánynak nincs szüksége javításra, és hogy ellenáll minden parlamenti reformintézkedésnek, amíg ő hivatalban van." A súlyos társadalmi zavargásoktól tartva a tory képviselők nagy része fellázadt a kormányzati kiadásokról szóló szavazáson. 1830. november 15-én, pontosan két hónappal a Liverpool-Manchester-vasútvonal megnyitása után Wellington elvesztette a bizalmatlansági szavazást, és egy héttel később Earl Grey váltotta le miniszterelnökként. 1830. november 15-én Grey nekilátott Nagy-Britannia korrupt és elavult választási eljárásának reformjához, ami miatt Huskisson lemondott. 1832-ben végül elfogadták a népképviseleti törvényt (közismert nevén a reformtörvényt).
Wellington élete hátralévő részében kérlelhetetlenül ellenezte a vasutat, arra panaszkodva, hogy az "az alsóbb osztályokat ösztönözné az utazásra." Több mint egy évtizedig kerülte a vasutat, mielőtt 1843-ban beleegyezett, hogy elkísérje Viktória brit királynőt egy utazásra a London and South Western Railwayon (amelyet Joseph Locke, a Rocket vezetője tervezett 1830. szeptember 15-én). 1852. szeptember 14-én agyvérzésben halt meg; a becslések szerint másfél millió ember vett részt a temetésén.

### William és Emily Huskisson

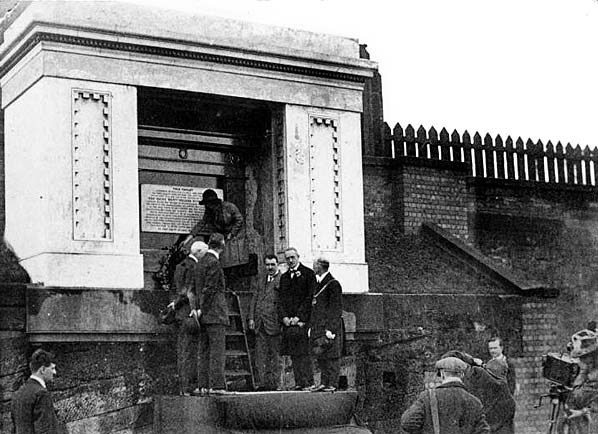
A Huskisson Memorial 1913-ban

William Huskisson halála a korszak egyik leghíresebb brit politikusává tette. Egy éven belül megjelent első életrajza, valamint összegyűjtött beszédeinek kötete. A szabad kereskedelemre és a minimális kormányzati beavatkozásra vonatkozó politikája nagy hatással volt Robert Peelre és William Ewart Gladstone-ra (aki Liverpoolban nőtt fel, és akinek apja, Sir John Gladstone Huskisson közeli munkatársa volt), és ennek következtében a Liberális Párt későbbi kialakulására és a gladstone-i liberalizmus tanára. Negyven évvel a halála után Huskisson még mindig eléggé emlékezetes volt ahhoz, hogy regényekben, többek között a Middlemarchban és Mrs Henry Wood regényeiben is szerepeljen, minden kísérő magyarázat nélkül. Az ausztráliai Huskisson városát, Új-Dél-Walesben róla nevezték el. A Huskisson dokk, amelyet 1852-ben neveztek el a tiszteletére, ma is működik a liverpooli kikötő részeként. 1880-ban megnyílt a Huskisson vasútállomás Liverpoolban, amely öt évvel később bezárt az utasok előtt, de 1975-ig áruraktárként működött tovább. Ma elsősorban halálának módja miatt emlékeznek rá, és emlékművek állnak neki Pimlicóban, a chichesteri katedrálisban és Liverpoolban. 1982-ben, a Toxteth-i zavargások utáni nagy faji feszültség idején a liverpooli emlékművét a helyiek egy csoportja lebontotta, abban a téves meggyőződésben, hogy az egy rabszolgakereskedőnek állít emléket; mintegy 20 évvel később újra felállították a Duke Streeten, annak közelében, ahol utolsó liverpooli éjszakáit töltötte.
Emily Huskisson visszatért Earthamba, és csendes életet élt, és elkötelezte magát férje emlékének életben tartása mellett. Az asszony 1856-ban halt meg. Soha többé nem tért vissza Liverpoolba, és soha többé nem utazott vonattal.
A Parkside állomás romjain egy fehér kőből készült emlékmű áll, amelyet egykor vandálok súlyosan megrongáltak, de azóta helyreállították. Az emlékmű eredeti feliratát megőrzés céljából eltávolították, és jelenleg a Nemzeti Vasúti Múzeumban van kiállítva.

„EZ A TÁBLA

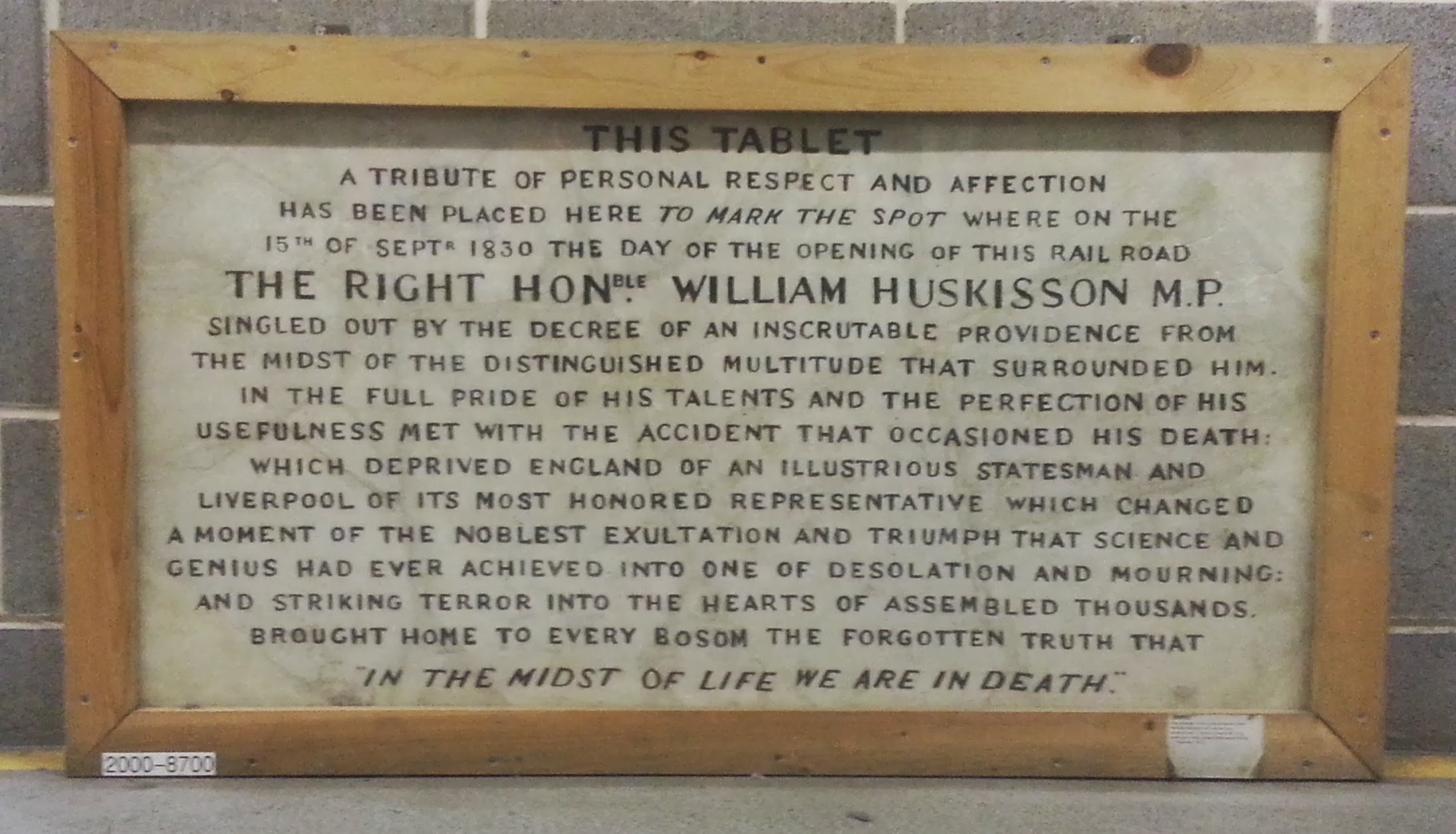
Az eredeti emléktábla a Huskisson-emlékműből, jelenleg a Nemzeti Vasúti Múzeumban látható

A személyes tisztelet és szeretet tisztelete

Itt helyeztük el, hogy megjelöljük azt a helyet, ahol 1830. szeptember 15-én, a vasútvonal megnyitásának napján...

A TISZTELETREMÉLTÓ WILLIAM HUSKISSON KÉPVISELŐ ÚR.

a kifürkészhetetlen gondviselés döntése folytán kiemelkedett az őt körülvevő előkelő tömegből.

Tehetségének teljes büszkeségében és hasznosságának tökéletességében érte az a baleset, amely halálát okozta;
amely megfosztotta Angliát egy jeles államférfitól és Liverpoolt legtekintélyesebb képviselőjétől, amely a tudomány és a zsenialitás által valaha elért legnemesebb ujjongás és diadal pillanatát a pusztulás és a gyász pillanatává változtatta;

És rémületet keltve az összegyűlt ezrek szívében, minden kebelbe visszahozta azt az elfeledett igazságot, hogy

"AZ ÉLET KÖZEPÉN A HALÁLBAN VAGYUNK."”

### Bibliográfia
- Arbuthnot, Harriet. The Journal of Mrs. Arbuthnot, 1820–1832. London: Macmillan Publishers (1950)
- Carlson, Robert. The Liverpool and Manchester Railway Project 1821–1831. Newton Abbot: David and Charles (1969). ISBN 0-7153-4646-6. OCLC 67927
- Cavanagh, Terry. Public Sculpture of Liverpool, Public Sculpture of Britain. Liverpool: Liverpool University Press (1997). ISBN 978-0-85323-711-2
- Dawson, Anthony. The Liverpool and Manchester Railway: an Operating History. Yorkshire: Pen & Sword Transport (2020. május 3.). ISBN 978-1-4738-9912-4. OCLC 1228734050
- Ferneyhough, Frank. Liverpool & Manchester Railway 1830–1980. England: Book Club Associates (1980. május 3.). OCLC 656128257
- Garfield, Simon. The Last Journey of William Huskisson. London: Faber and Faber (2002). ISBN 0-571-21048-1
- Gibbon, Richard. Stephenson's Rocket and the Rainhill Trials. Oxford: Shire Books (2010). ISBN 978-0-7478-0803-9
- Kemble, Frances Ann. Record of a Girlhood. London: Richard Bentley and Son (1878)
- Picton, Sir James Allanson. Memorials of Liverpool. London: Longmans, Green & Co (1875)
- Pike, Richard. Railway Adventures and Anecdotes. London: Hamilton, Adams and Co (1884)
- Puckle, Bertram Saward. Funeral Customs: Their origin and development. London: Thomas Werner Laurie (1926)
- A Railer. Opening of the Liverpool and Manchester Railroad. Edinburgh: William Blackwood (1830. november 1.)
- Shallat, Todd. Structures in the Stream: Water, science, and the rise of the U.S. Army Corps of Engineers. Austin, Texas: University of Texas Press (1994). ISBN 978-0-292-77679-1
- Wolmar, Christian. Fire & Steam, 2008, London: Atlantic Books (2007). ISBN 978-1-84354-630-6